# Кубок немецкой лиги по футболу 1972/1973
Кубок немецкой лиги по футболу 1972/73 — первый розыгрыш Кубка немецкой лиги. Победу в соревновании одержал «Гамбург», который в финале обыграл «Боруссию» из Мёнхенгладбаха со счётом 4:0.

## Групповой этап

### Группа 1
| М | Команда                  | И | В | Н | П | МЗ | МП | РМ  | О  |
| - | ------------------------ | - | - | - | - | -- | -- | --- | -- |
| 1 | Айнтрахт (Брауншвейг)    | 6 | 5 | 0 | 1 | 16 | 6  | +10 | 10 |
| 2 | Ганновер 96              | 6 | 3 | 1 | 2 | 12 | 9  | +3  | 7  |
| 3 | Айнтрахт (Гельзенкирхен) | 6 | 2 | 0 | 4 | 10 | 16 | −6  | 4  |
| 4 | Рот-Вайсс (Оберхаузен)   | 6 | 1 | 1 | 4 | 10 | 17 | −7  | 3  |

| 5 июля 1972 1 тур                           | Айнтрахт (Брауншвейг) | 1:0 | Ганновер 96 | Брауншвейг |
|                                             | неизвестно            |     |             |            |
| Айнтрахт (Брауншвейг): ... Ганновер 96: ... |                       |     |             |            |

| 5 июля 1972 1 тур                                         | Айнтрахт (Гельзенкирхен) | 4:3 | Рот-Вайсс (Оберхаузен) | Гельзенкирхен |
|                                                           | неизвестно               |     | неизвестно             |               |
| Айнтрахт (Гельзенкирхен): ... Рот-Вайсс (Оберхаузен): ... |                          |     |                        |               |

| 12 июля 1972 2 тур                             | Ганновер 96 | 3:1 | Айнтрахт (Гельзенкирхен) | Штадтхаген |
|                                                | неизвестно  |     | неизвестно               |            |
| Ганновер 96: ... Айнтрахт (Гельзенкирхен): ... |             |     |                          |            |

| 12 июля 1972 2 тур                                     | Рот-Вайсс (Оберхаузен) | 3:2 | Айнтрахт (Брауншвейг) | Оберхаузен |
|                                                        | неизвестно             |     | неизвестно            |            |
| Рот-Вайсс (Оберхаузен): ... Айнтрахт (Брауншвейг): ... |                        |     |                       |            |

| 19 июля 1972 3 тур                             | Айнтрахт (Гельзенкирхен) | 2:2 | Ганновер 96 | Гельзенкирхен |
|                                                | неизвестно               |     | неизвестно  |               |
| Айнтрахт (Гельзенкирхен): ... Ганновер 96: ... |                          |     |             |               |

| 19 июля 1972 3 тур                                     | Айнтрахт (Брауншвейг) | 4:0 | Рот-Вайсс (Оберхаузен) | Брауншвейг |
|                                                        | неизвестно            |     |                        |            |
| Айнтрахт (Брауншвейг): ... Рот-Вайсс (Оберхаузен): ... |                       |     |                        |            |

| 26 июля 1972 4 тур                                        | Рот-Вайсс (Оберхаузен) | 2:2 | Айнтрахт (Гельзенкирхен) | Оберхаузен |
|                                                           | неизвестно             |     | неизвестно               |            |
| Рот-Вайсс (Оберхаузен): ... Айнтрахт (Гельзенкирхен): ... |                        |     |                          |            |

| 26 июля 1972 4 тур                          | Ганновер 96 | 2:3 | Айнтрахт (Брауншвейг) | Штадтхаген |
|                                             | неизвестно  |     | неизвестно            |            |
| Ганновер 96: ... Айнтрахт (Брауншвейг): ... |             |     |                       |            |

| 2 августа 1972 5 тур | Айнтрахт (Брауншвейг)    | 2:1     | Айнтрахт (Гельзенкирхен) | Брауншвейг                                                |
| | Герсдорфф 11′ · Гжиб 51′ | (отчёт) | Тон 35′                  | Стадион: Айнтрахт Зрителей: 4000 Судья: Карл-Хайнц Пиккер |
| Айнтрахт (Брауншвейг): Бернд Франке, Вольфганг Гжиб, Фридхельм Хеберман, Ханс-Юрген Хелльфриц, Петер Как, Франц Меркхоффер, Дитмар Эрлер, Аллан Микаэльсен, Людвиг Брюндль (55’ Юрген Дудда), Бернд Герсдорфф, Бент Йенсен Айнтрахт (Гельзенкирхен): Бернд Беккер, Ханс-Юрген Бехер, Ханс-Юрген Бискуп, Хайнц Майнерс, Луц Филипп, Хуберт Костоцки (67’ Гюнтер Бальте), Винфрид Кюзер, Гюнтер Тон, Дитер Кляйн, Гюнтер Пангерль, Лотар Весселер (46’ Вольфганг Матебель) |                          |         |                          |                                                           |

| 2 августа 1972 5 тур | Ганновер 96                     | 4:2     | Рот-Вайсс (Оберхаузен)     | Штадтхаген                                             |
| | Мроско 14′ 40′ 68′ · Байхле 59′ | (отчёт) | Шумахер 33′ · Тенхаген 80′ | Стадион: Янштадион Зрителей: 2200 Судья: Манфред Хоппе |
| Ганновер 96: Райнхард Диттель, Ханс-Герберт Блументаль, Рольф Кеммер, Петер Рюмкорб, Рольф Блау, Экхард Детердинг, Вернер Фукс, Карл-Хайнц Мроско, Вилли Райман (46’ Георг Байхле), Кристиан Рудски (77’ Петер Андерс), Михаэль Крюгер Рот-Вайсс (Оберхаузен): Вилли Янзен, Фридхельм Дик, Дитмар Якобс (46’ Хуго Даусман), Фридхельм Коблун, Франц-Йозеф Тенхаген, Герд Вёрмер, Герт Фрёлих (46’ Герберт Лидтке), Фред Хофф, Вернер Ом, Вилли Мумме, Ханс Шумахер |                                 |         |                            |                                                        |

| 9 августа 1972 6 тур | Айнтрахт (Гельзенкирхен) | 0:4     | Айнтрахт (Брауншвейг)                                   | Гельзенкирхен                                            |
| |                          | (отчёт) | Хелльфриц 38′ · Брюндль 49′ · Герсдорфф 78′ · Деппе 84′ | Стадион: Зюдштадион Зрителей: 1000 Судья: Вернер Бургерс |
| Айнтрахт (Гельзенкирхен): Ригоберт Хинтердорф (70’ Бернд Беккер), Гюнтер Бальте, Ханс-Юрген Бискуп, Хайнц Майнерс, Луц Филипп, Бернд Шимански, Винфрид Кюзер, Дитер Штине, Дитер Кляйн, Гюнтер Пангерль (73’ Антон Пшигодда), Лотар Весселер Айнтрахт (Брауншвейг): Зигфрид Шерцер, Вольфганг Гжиб, Ханс-Юрген Хелльфриц, Петер Как, Франц Меркхоффер, Эберхард Хаун, Аллан Микаэльсен, Рональд Фойерхан, Людвиг Брюндль (63’ Клаус Гервин), Бернд Герсдорфф, Бент Йенсен (46’ Яро Деппе) |                          |         |                                                         |                                                          |

| 1 сентября 1972 6 тур | Рот-Вайсс (Оберхаузен) | 0:1     | Ганновер 96 | Оберхаузен                                                    |
| |                        | (отчёт) | Мроско 82′  | Стадион: Нидеррайнштадион Зрителей: 400 Судья: Манфред Люлинг |
| Рот-Вайсс (Оберхаузен): Вольфганг Шайд, Фридхельм Дик, Дитмар Якобс, Франц-Йозеф Тенхаген, Герд Вёрмер, Фред Хофф, Лотар Коблун, Вернер Ом, Герберт Лидтке (46’ Хуго Даусман), Вилли Мумме, Ханс Шумахер (46’ Дитер Хайнрихс) Ганновер 96: Франц-Йозеф Паули, Юрген Бандура, Ханс-Йозеф Хеллинграт, Райнер Штиллер, Людвиг Денц, Рольф Кеммер, Петер Рюмкорб, Ханс Зименсмайер, Георг Байхле (65’ Педро Милашинчич), Карл-Хайнц Мроско, Вилли Райман |                        |         |             |                                                               |

### Группа 2
| М | Команда        | И | В | Н | П | МЗ | МП | РМ | О |
| - | -------------- | - | - | - | - | -- | -- | -- | - |
| 1 | Гамбург        | 6 | 4 | 1 | 1 | 17 | 11 | +6 | 9 |
| 2 | Санкт-Паули    | 6 | 3 | 1 | 2 | 10 | 11 | −1 | 7 |
| 3 | Герта (Берлин) | 6 | 2 | 0 | 4 | 15 | 13 | +2 | 4 |
| 4 | Ваккер 04      | 6 | 2 | 0 | 4 | 13 | 20 | −7 | 4 |

| 2 августа 1972 1 тур | Ваккер 04                                     | 4:3     | Герта (Берлин)                    | Берлин                                                  |
| | Лидтке 10′ · Луненбург 22′ 55′ · Шпренгер 34′ | (отчёт) | Хорр 25′ 68′ · Бер 25' · Грау 74′ | Стадион: Постштадион Зрителей: 4000 Судья: Удо Цухантке |
| Ваккер 04: Райнер Карстенс, Петер Бин, Вольфганг Ханзен, Дитер Панневиц, Бернд Зобек, Ханс Шпренгер, Райнер Лидтке, Райнхардт Линднер, Ханс-Петер Мильке (75’ Гюнтер Зидов), Михаэль Мюллер, Хорст Луненбург Герта (Берлин): Хорст Вольтер, Хайнц-Петер Бухбергер (63’ Ханс Ценгерле), Михаэль Сидат, Эрих Бер, Клаус-Петер Ханиш, Эрвин Хермандунг, Герд Вертмюллер (46’ Ханс Вайнер), Герхард Грау, Петер Гутцайт, Лоренц Хорр, Манфред Ленц |                                               |         |                                   |                                                         |

| 2 августа 1972 1 тур | Санкт-Паули | 1:4     | Гамбург                                | Гамбург                                                  |
| | Гербер 48′  | (отчёт) | Зачик 38′ 45′ · Краузе 49′ · Ноглы 60′ | Стадион: Вильгельм Кох Зрителей: 9500 Судья: Герхард Боэ |
| Санкт-Паули: Аксель Ланге, Манфред Вак, Герт Вечорковски, Рольф Хёферт, Альфред Хуснер, Хорст Волерс, Франц Гербер, Райнхард Лёффлер (46’ Вальтер Добберкау), Хорст Нойман (46’ Вернер Грет), Вернер Никкель, Ульрих Шульц Гамбург: Рудольф Каргус, Манфред Кальц, Ханс-Юрген Рипп, Вилли Шульц, Оле Бьёрнмосе, Каспар Мемеринг, Петер Ноглы, Клаус Зачик, Дитер Хоххаймер (86’ Курт Айгль), Вальтер Краузе (68’ Клаус Винклер), Георг Фолькерт |             |         |                                        |                                                          |

| 9 августа 1972 2 тур | Гамбург                 | 2:3     | Ваккер 04           | Гамбург                                                 |
| | Зачик 46′ · Винклер 87′ | (отчёт) | Линднер 34′ 55′ 72′ | Стадион: Ротенбаум Зрителей: 3500 Судья: Винфрид Ханшке |
| Гамбург: Озджан Аркоч, Ханс-Юрген Рипп, Вилли Шульц, Оле Бьёрнмосе, Каспар Мемеринг, Петер Ноглы, Клаус Зачик, Дитер Хоххаймер (83’ Курт Айгль), Вальтер Краузе (77’ Петер Любеке), Георг Фолькерт, Клаус Винклер Ваккер 04: Петер Шолих (77’ Райнер Карстенс), Вольфганг Ханзен, Дитер Панневиц, Бернд Зобек (46’ Ханс-Петер Мильке), Ханс Шпренгер, Гюнтер Зидов, Петер Бин, Райнер Лидтке, Райнхардт Линднер, Михаэль Мюллер, Хорст Луненбург |                         |         |                     |                                                         |

| 9 августа 1972 2 тур | Герта (Берлин)                                                     | 5:1     | Санкт-Паули | Берлин                                                 |
| | Хорр 21′ (пен.) · Брюк 46′ 89′ · Ханиш 59′ · Хермандунг 86′ (пен.) | (отчёт) | Нойман 71′  | Стадион: Олимпийский Зрителей: 5300 Судья: Петер Габор |
| Герта (Берлин): Хорст Вольтер, Хольгер Брюк, Михаэль Сидат, Ханс Вайнер, Ханс Ценгерле, Клаус-Петер Ханиш (65’ Герд Вертмюллер), Эрвин Хермандунг, Йоханнес Ридль, Герхард Грау (86’ Манфред Ленц), Петер Гутцайт, Лоренц Хорр Санкт-Паули: Фриц Шоттман, Харальд Мюнстер, Манфред Вак, Герт Вечорковски, Рольф Хёферт, Альфред Хуснер, Вальтер Добберкау (68’ Ульрих Шульц), Франц Гербер, Вернер Грет, Райнхард Лёффлер (55’ Хартмут Хишер), Хорст Нойман |                                                                    |         |             |                                                        |

| 12 августа 1972 3 тур           | Ваккер 04 | 0:2 | Санкт-Паули | Берлин               |
|                                 |           |     | неизвестно  | Стадион: Постштадион |
| Ваккер 04: ... Санкт-Паули: ... |           |     |             |                      |

| 12 августа 1972 3 тур | Гамбург     | 1:0     | Герта (Берлин) | Гамбург                                                            |
| | Винклер 44′ | (отчёт) |                | Стадион: Фолькспаркштадион Зрителей: 4500 Судья: Герхард Шуленбург |
| Гамбург: Рудольф Каргус, Манфред Кальц, Ханс-Юрген Рипп, Вилли Шульц, Оле Бьёрнмосе, Каспар Мемеринг, Петер Ноглы, Клаус Зачик, Вальтер Краузе, Георг Фолькерт, Клаус Винклер Герта (Берлин): Хорст Вольтер, Ханс Ценгерле, Хольгер Брюк (22’ Ханс Вайнер), Хайнц-Петер Бухбергер, Михаэль Сидат, Клаус-Петер Ханиш, Эрвин Хермандунг, Йоханнес Ридль, Петер Гутцайт, Лоренц Хорр, Манфред Ленц (65’ Герд Вертмюллер) |             |         |                |                                                                    |

| 16 августа 1972 4 тур | Ваккер 04                                  | 3:5     | Гамбург                                          | Берлин                                                     |
| | Бин 56′ (пен.) · Лидтке 82′ · Шпренгер 89′ | (отчёт) | Винклер 20′ 38′ 41′ · Бьёрнмосе 88′ · Любеке 90′ | Стадион: Постштадион Зрителей: 3100 Судья: Вильфрид Хильке |
| Ваккер 04: Петер Шолих, Дитер Панневиц, Бернд Зобек (46’ Ханс-Петер Мильке), Ханс Шпренгер, Гюнтер Зидов, Петер Бин, Вольфганг Ханзен, Михаэль Мюллер, Райнер Лидтке, Райнхардт Линднер, Хорст Луненбург Гамбург: Озджан Аркоч, Ханс-Юрген Рипп, Вилли Шульц, Оле Бьёрнмосе, Каспар Мемеринг, Петер Ноглы, Клаус Зачик, Йёрг Мартин, Вальтер Краузе (76’ Петер Любеке), Георг Фолькерт, Клаус Винклер |                                            |         |                                                  |                                                            |

| 16 августа 1972 4 тур | Санкт-Паули | 1:0     | Герта (Берлин) | Гамбург                                                     |
| | Байер 57′   | (отчёт) |                | Стадион: Вильгельм Кох Зрителей: 3500 Судья: Герхард Кайзер |
| Санкт-Паули: Фриц Шоттман, Харальд Мюнстер, Манфред Вак, Герт Вечорковски, Рольф Хёферт, Альфред Хуснер, Хорст Волерс, Зигфрид Байер (68’ Ульрих Шульц), Вальтер Добберкау, Франц Гербер, Вернер Никкель (60’ Райнхард Лёффлер) Герта (Берлин): Хорст Вольтер, Хайнц-Петер Бухбергер, Франк Ханиш, Михаэль Сидат, Ханс Вайнер, Ханс Ценгерле, Эрвин Хермандунг, Йоханнес Ридль, Дэвид Гудвин (46’ Герд Вертмюллер), Герхард Грау (46’ Петер Гутцайт), Лоренц Хорр |             |         |                |                                                             |

| 19 августа 1972 5 тур | Герта (Берлин)                              | 4:5     | Гамбург                                      | Берлин                                                         |
| | Хорр 4′ 20′ (пен.) · Гутцайт 17′ · Ленц 53′ | (отчёт) | Винклер 18′ · Краузе 25′ 65′ 67′ · Зачик 58′ | Стадион: Олимпийский Зрителей: 5000 Судья: Ханс-Йоахим Вайланд |
| Герта (Берлин): Хорст Вольтер, Ханс Вайнер, Ханс Ценгерле, Хольгер Брюк, Хайнц-Петер Бухбергер, Клаус-Петер Ханиш, Эрвин Хермандунг, Йоханнес Ридль, Петер Гутцайт (34’ Герхард Грау), Лоренц Хорр, Манфред Ленц (71’ Михаэль Сидат) Гамбург: Рудольф Каргус, Петер Кроббах (58’ Эдгар Нобс), Ханс-Юрген Рипп, Вилли Шульц, Оле Бьёрнмосе, Каспар Мемеринг, Петер Ноглы, Клаус Зачик, Вальтер Краузе, Георг Фолькерт, Клаус Винклер |                                             |         |                                              |                                                                |

| 23 августа 1972 6 тур | Герта (Берлин)            | 3:1     | Ваккер 04  | Берлин                                                  |
| | Вайнер 29′ 54′ · Ленц 67′ | (отчёт) | Шварце 17′ | Стадион: Олимпийский Зрителей: 3200 Судья: Норберт Фукс |
| Герта (Берлин): Хорст Вольтер, Хольгер Брюк, Михаэль Сидат, Ханс Вайнер, Ханс Ценгерле, Эрвин Хермандунг, Йоханнес Ридль, Герд Вертмюллер (63’ Клаус-Петер Ханиш), Герхард Грау, Лоренц Хорр, Манфред Ленц Ваккер 04: Петер Шолих, Дитер Панневиц, Бернд Зобек, Ханс Шпренгер, Гюнтер Зидов, Ханс-Йоахим Альтендорфф (63’ Ханс-Петер Мильке), Райнер Лидтке, Райнхардт Линднер (23’ Йоахим Хеглер), Михаэль Мюллер, Манфред Шварце, Хорст Луненбург |                           |         |            |                                                         |

| 24 августа 1972 6 тур | Гамбург | 0:0     | Санкт-Паули | Гамбург                                   |
| |         | (отчёт) |             | Стадион: Фолькспаркштадион Зрителей: 7000 |
| Гамбург: Озджан Аркоч, Ханс-Юрген Рипп, Вилли Шульц (46’ Петер Кроббах), Оле Бьёрнмосе, Каспар Мемеринг, Эдгар Нобс, Петер Ноглы, Клаус Зачик, Вальтер Краузе, Георг Фолькерт, Клаус Винклер Санкт-Паули: Фриц Шоттман, Манфред Вак, Герт Вечорковски, Рольф Хёферт, Альфред Хуснер, Вольфганг Велльниц, Хорст Волерс, Зигфрид Байер (75’ Вернер Никкель), Франц Гербер, Райнхард Лёффлер, Хорст Нойман (75’ Ульрих Шульц) |         |         |             |                                           |

| 30 августа 1972 5 тур | Санкт-Паули                                         | 5:2     | Ваккер 04                      | Гамбург                                                     |
| | Гербер 19′ 82′ · Хуснер 65′ (пен.) 90′ · Волерс 85′ | (отчёт) | Линднер 6′ · Лидтке 87′ (пен.) | Стадион: Вильгельм Кох Зрителей: 1200 Судья: Винфрид Ханшке |
| Санкт-Паули: Фриц Шоттман, Манфред Вак, Герт Вечорковски, Хорст Волерс, Рольф Хёферт, Альфред Хуснер, Вольфганг Велльниц, Зигфрид Байер, Франц Гербер, Райнхард Лёффлер, Ульрих Шульц Ваккер 04: Петер Шолих, Вольфганг Ханзен, Дитер Панневиц, Бернд Зобек, Ханс Шпренгер (55’ Манфред Шварце), Гюнтер Зидов (70’ Ханс-Петер Мильке), Ханс-Йоахим Альтендорфф, Райнер Лидтке, Райнхардт Линднер, Михаэль Мюллер, Хорст Луненбург |                                                     |         |                                |                                                             |

### Группа 3
| М | Команда             | И | В | Н | П | МЗ | МП | РМ | О |
| - | ------------------- | - | - | - | - | -- | -- | -- | - |
| 1 | Арминия (Билефельд) | 6 | 3 | 1 | 2 | 13 | 8  | +5 | 7 |
| 2 | Боруссия (Дортмунд) | 6 | 3 | 1 | 2 | 11 | 9  | +2 | 7 |
| 3 | Вердер              | 6 | 3 | 1 | 2 | 14 | 17 | −3 | 7 |
| 4 | Оснабрюк            | 6 | 1 | 1 | 4 | 7  | 11 | −4 | 3 |

| 26 июля 1972 1 тур | Оснабрюк               | 2:1     | Арминия (Билефельд) | Оснабрюк                                                       |
| | Зеглер 3′ · Грауль 62′ | (отчёт) | Брюккен 39′         | Стадион: Бремер Брюкке Зрителей: 5200 Судья: Карл-Хайнц Пиккер |
| Оснабрюк: Фолькер Грауль, Буркхард Зеглер... Арминия (Билефельд): Герд Зизе, Георг Дамьянофф, Георг Штюрц, Дитер Брай, Герд Касперски (74’ Дитхельм Хоффман), Герд Кнот, Ханс-Юрген Влока, Карл-Хайнц Брюккен, Норберт Леопольдзедер, Роланд Штегмайер, Петер Влока (62’ Бернд Вемайер) |                        |         |                     |                                                                |

| 2 августа 1972 2 тур | Арминия (Билефельд) | 0:0     | Боруссия (Дортмунд) | Билефельд                                    |
| |                     | (отчёт) |                     | Стадион: Альм Зрителей: 7000 Судья: Ханс Фос |
| Арминия (Билефельд): Герд Зизе, Георг Дамьянофф, Фолькер Кляйн, Вольфганг Миттендорф (75’ Юрген Гельсдорф), Ханс-Юрген Влока, Дитер Брай, Герд Касперски (78’ Дитхельм Хоффман), Герд Кнот, Роланд Штегмайер, Карл-Хайнц Брюккен, Норберт Леопольдзедер Боруссия (Дортмунд): Хорст Бертрам, Бранко Рашович, Ханс-Йоахим Андре, Петер Черноцки, Хельмут Шмидт, Тео Бюккер, Вернер Лорант (5’ Эгвин Вольф, 65’ Экхард Берлау-Киршштайн), Хельмут Нерлингер, Юрген Вильхельм, Зигфрид Кёстлер, Клаус Ондера |                     |         |                     |                                              |

| 2 августа 1972 2 тур | Оснабрюк   | 1:2     | Вердер                 | Оснабрюк                                                       |
| | Зеглер 24′ | (отчёт) | Лаумен 50′ · Вайст 85′ | Стадион: Бремер Брюкке Зрителей: 6000 Судья: Герхард Шуленбург |
| Оснабрюк: Райнер Шове, Клаус Бауманс, Фридхельм Хольтграфе, Лотар Лазар, Ханс-Юрген Баке, Герхард Эльферт (75’ Хайнц Кох), Детлеф Хегекёттер, Карл-Август Трипп, Гюнтер Кноблих, Карл-Хайнц Лойфген, Буркхард Зеглер Вердер: Дитер Бурденски, Рудольф Ассауэр, Хорст-Дитер Хёттгес, Марио Контни, Дитер Морман, Хайнц-Дитер Хазебринк, Арнольд Шюц, Карстен Бауман, Герберт Лаумен, Дитер Типпельт, Вернер Вайст |            |         |                        |                                                                |

| 9 августа 1972 3 тур | Боруссия (Дортмунд)     | 2:0     | Оснабрюк | Дортмунд                                                     |
| | Бюккер 25′ · Бертль 76′ | (отчёт) |          | Стадион: Роте Эрде Зрителей: 5000 Судья: Ханс-Йоахим Вайланд |
| Боруссия (Дортмунд): Хорст Бертрам, Ханс-Йоахим Андре, Петер Черноцки, Фридхельм Шварце, Хорст Бертль, Тео Бюккер (46’ Эгвин Вольф), Дитер Куррат, Хельмут Шмидт, Зигфрид Кёстлер, Клаус Ондера, Юрген Вильхельм Оснабрюк: Вернер Кампер (46’ Райнер Шове), Фридхельм Хольтграфе, Хайнц Кох, Лотар Лазар, Юрген Вольгемут, Ханс-Юрген Баке, Герхард Эльферт, Детлеф Хегекёттер, Юрген Хазе (59’ Фолькер Грауль), Карл-Хайнц Лойфген, Буркхард Зеглер |                         |         |          |                                                              |

| 9 августа 1972 3 тур | Вердер         | 1:1     | Арминия (Билефельд) | Бремен                                                    |
| | Шюц 51′ (пен.) | (отчёт) | Брюккен 2′          | Стадион: Везерштадион Зрителей: 3000 Судья: Вальтер Ниман |
| Вердер: Дитер Бурденски, Рудольф Ассауэр, Хорст-Дитер Хёттгес, Марио Контни, Вольфганг Ришкер, Дитер Морман, Хайнц-Дитер Хазебринк, Арнольд Шюц, Карстен Бауман, Герберт Лаумен, Дитер Типпельт Арминия (Билефельд): Герд Зизе, Георг Дамьянофф, Фолькер Кляйн (71’ Юрген Гельсдорф), Георг Штюрц, Дитер Брай, Герд Кнот, Вольфганг Миттендорф, Карл-Хайнц Брюккен, Норберт Леопольдзедер, Роланд Штегмайер, Бернд Вемайер |                |         |                     |                                                           |

| 16 августа 1972 4 тур | Арминия (Билефельд)                                                       | 6:1     | Вердер     | Билефельд                                               |
| | Кнот 22′ · Брюккен 26′ · Дамьянофф 32′ (пен.) 37′ 69′ · Леопольдзедер 85′ | (отчёт) | Ришкер 86′ | Стадион: Альм Зрителей: 4000 Судья: Ханс-Йоахим Вайланд |
| Арминия (Билефельд): Герд Зизе, Георг Штюрц, Георг Дамьянофф, Юрген Гельсдорф, Герд Касперски, Герд Кнот (70’ Дитхельм Хоффман), Вольфганг Миттендорф, Ханс-Юрген Влока, Норберт Леопольдзедер, Роланд Штегмайер, Карл-Хайнц Брюккен (70’ Дитер Прис) Вердер: Дитер Бурденски, Ханс-Йоахим Роггов (46’ Вольфганг Ришкер), Карл-Хайнц Камп, Марио Контни, Бернд Шмидт, Дитер Цембски, Петер Дитрих, Вилли Нойбергер, Арнольд Шюц, Карстен Бауман, Дитер Типпельт |                                                                           |         |            |                                                         |

| 16 августа 1972 4 тур | Оснабрюк | 0:0     | Боруссия (Дортмунд) | Оснабрюк                                                        |
| |          | (отчёт) |                     | Стадион: Бремер Брюкке Зрителей: 3500 Судья: Клаус-Дитер Рёгнер |
| Оснабрюк: Райнер Шове, Клаус Бауманс, Фридхельм Хольтграфе, Хайнц Кох, Лотар Лазар, Герхард Эльферт (46’ Ханс-Юрген Баке), Карл-Август Трипп, Гюнтер Карбовяк (85’ Юрген Хазе), Гюнтер Кноблих, Карл-Хайнц Лойфген, Буркхард Зеглер Боруссия (Дортмунд): Хорст Бертрам, Ханс-Йоахим Андре, Бранко Рашович (44’ Юрген Вильхельм), Фридхельм Шварце, Хорст Бертль, Тео Бюккер, Дитер Куррат, Хельмут Шмидт, Эгвин Вольф, Гюнтер Мах (55’ Герд Пес), Клаус Ондера |          |         |                     |                                                                 |

| 23 августа 1972 5 тур | Боруссия (Дортмунд)        | 2:2     | Арминия (Билефельд)  | Дортмунд                          |
| | Бертль 7′ · неизвестно 21′ | (отчёт) | Кнот 62′ · Влока 67′ | Стадион: Роте Эрде Зрителей: 7000 |
| Боруссия (Дортмунд): Хорст Бертль... Арминия (Билефельд): Герд Зизе, Георг Дамьянофф, Георг Штюрц, Юрген Гельсдорф, Герд Касперски, Герд Кнот, Вольфганг Миттендорф (75’ Фолькер Кляйн), Ханс-Юрген Влока, Карл-Хайнц Брюккен (54’ Дитер Прис), Норберт Леопольдзедер, Роланд Штегмайер |                            |         |                      |                                   |

| 25 августа 1972 5 тур | Вердер                                  | 3:2     | Оснабрюк                        | Бремен                                                     |
| | Бауман 24′ · Дитрих 30′ · Нойбергер 32′ | (отчёт) | Хольтграфе 24′ · Кох 64′ (пен.) | Стадион: Везерштадион Зрителей: 1100 Судья: Курт-Дитер Рот |
| Вердер: Хайнц Алльхорн, Карл-Хайнц Камп, Марио Контни, Бернд Шмидт, Дитер Цембски, Уве Брахт, Петер Дитрих, Вилли Нойбергер, Арнольд Шюц, Карстен Бауман, Дитер Типпельт Оснабрюк: Райнер Шове, Клаус Бауманс, Фридхельм Хольтграфе, Хайнц Кох, Юрген Вольгемут, Герхард Эльферт (65’ Гюнтер Карбовяк), Карл-Август Трипп, Фолькер Грауль (42’ Буркхард Зеглер), Юрген Хазе, Гюнтер Кноблих, Карл-Хайнц Лойфген |                                         |         |                                 |                                                            |

| 30 августа 1972 6 тур | Арминия (Билефельд)   | 3:2     | Оснабрюк                | Билефельд                                            |
| | Дамьянофф 38′ 83′ 87′ | (отчёт) | Баке 23′ · Карбовяк 53′ | Стадион: Альм Зрителей: 1000 Судья: Вальтер Хорстман |
| Арминия (Билефельд): Герд Зизе, Георг Дамьянофф, Фолькер Кляйн, Георг Штюрц, Герд Касперски, Герд Кнот, Вольфганг Миттендорф, Ханс-Юрген Влока (46’ Дитер Прис), Карл-Хайнц Брюккен, Норберт Леопольдзедер, Роланд Штегмайер Оснабрюк: Вернер Кампер, Клаус Бауманс, Фридхельм Хольтграфе, Хайнц Кох, Юрген Вольгемут, Ханс-Юрген Баке, Герхард Эльферт, Карл-Август Трипп, Райнхард Васнер, Гюнтер Карбовяк, Буркхард Зеглер |                       |         |                         |                                                      |

| 30 августа 1972 6 тур | Боруссия (Дортмунд)                                          | 6:1     | Вердер               | Дортмунд                                             |
| | Бюккер 35′ 89′ · Нерлингер 46′ · Вильхельм 54′ 57′ · Пес 87′ | (отчёт) | Хазебринк 82′ (пен.) | Стадион: Роте Эрде Зрителей: 5000 Судья: Норберт Риб |
| Боруссия (Дортмунд): Хорст Бертрам, Петер Черноцки, Герд Пес, Бранко Рашович (75’ Хельмут Шмидт), Хорст Бертль, Тео Бюккер, Дитер Куррат, Хельмут Нерлингер, Эгвин Вольф, Зигфрид Кёстлер, Юрген Вильхельм Вердер: Гюнтер Бернард, Рудольф Ассауэр, Хорст-Дитер Хёттгес (60’ Дитер Типпельт), Карл-Хайнц Камп, Бернд Шмидт, Дитер Цембски (46’ Марио Контни), Петер Дитрих, Хайнц-Дитер Хазебринк, Вилли Нойбергер, Карстен Бауман, Герберт Лаумен |                                                              |         |                      |                                                      |

| 26 сентября 1972 1 тур | Вердер                         | 6:1     | Боруссия (Дортмунд) | Бремен                               |
| | Лаумен · Шмидт · Вайст · Гёртс | (отчёт) | неизвестно          | Стадион: Везерштадион Зрителей: 1500 |
| Вердер: Гюнтер Бернард, Рудольф Ассауэр, Хорст-Дитер Хёттгес (46’ Марио Контни), Карл-Хайнц Камп (46’ Карстен Бауман), Бернд Шмидт, Дитер Цембски, Хайнц-Дитер Хазебринк, Вернер Гёртс, Герберт Лаумен, Дитер Типпельт, Вернер Вайст Боруссия (Дортмунд): ... |                                |         |                     |                                      |

### Группа 4
| М | Команда          | И | В | Н | П | МЗ | МП | РМ  | О  |
| - | ---------------- | - | - | - | - | -- | -- | --- | -- |
| 1 | Шальке 04        | 6 | 5 | 0 | 1 | 16 | 9  | +7  | 10 |
| 2 | Бохум            | 6 | 4 | 0 | 2 | 13 | 10 | +3  | 8  |
| 3 | Эркеншвикк       | 6 | 3 | 0 | 3 | 10 | 9  | +1  | 6  |
| 4 | Гессен (Кассель) | 6 | 0 | 0 | 6 | 7  | 18 | −11 | 0  |

| 19 июля 1972 1 тур | Гессен (Кассель) | 1:2     | Эркеншвикк                | Кассель                                               |
| | Кастль 66′       | (отчёт) | Фридрих 30′ · Вальтер 88′ | Стадион: Ауэштадион Зрителей: 2000 Судья: Ян Редельфс |
| Гессен (Кассель): Рольф Биркхёльцер, Вернер Яшик, Фридель Мензинк, Альфред Резенберг, Отто Кастль, Бернд Мец (46’ Юрген Зиринг), Клаус Вайланд, Ханс-Петер Гуммлих, Райнхард Рушмайер, Юрген-Петер Зиверс (46’ Вольфганг Ханземан), Эрнст Мартин Эркеншвикк: Дитер Бройер, Карл-Хайнц Корте, Хорст Кошмидер, Лотар Пфаль, Дитер Ренферт, Герд Дойчман, Манфред Фридрих, Дитер Вальтер, Уве Колич (46’ Хайнц Мессинг), Карл-Хайнц Поршке, Карл-Хайнц Зайденкранц (46’ Хуберт Тенбринк) |                  |         |                           |                                                       |

| 30 июля 1972 2 тур | Гессен (Кассель) | 0:1     | Бохум      | Кассель                                                      |
| |                  | (отчёт) | Хартль 35′ | Стадион: Ауэштадион Зрителей: 4000 Судья: Клаус-Дитер Рёгнер |
| Гессен (Кассель): Рольф Биркхёльцер, Вернер Яшик, Отто Кастль, Фридель Мензинк, Петер Рабенек, Альфред Резенберг, Юрген Зиринг, Ханс-Петер Гуммлих (46’ Вольфганг Ханземан), Фридхельм Януш, Райнер Кюнкель, Райнхард Рушмайер Бохум: Ханс-Юрген Брадлер, Дитер Цорк, Эрвин Галески, Дитер Ферзен, Вернер Бальте, Михаэль Ламек, Франц-Йозеф Лауфер (68’ Харри Фехнер), Райнхольд Возаб, Ханс-Вернер Хартль, Райнхард Майгль, Ханс Валитца |                  |         |            |                                                              |

| 3 августа 1972 2 тур | Эркеншвикк | 0:1     | Шальке 04       | Эр-Эркеншвикк                           |
| |            | (отчёт) | Люткебомерт 29′ | Стадион: Штимбергштадион Зрителей: 8000 |
| Эркеншвикк: Юрген Эртель, Карл-Хайнц Поршке, Герд Ортман, Карл-Хайнц Корте, Райнхольд Рессеман, Петер Андерс, Дитер Вальтер (75’ Уве Колич), Манфред Фридрих, Хуберт Тенбринк, Хорст Кошмидер, Хайнц Мессинг Шальке 04: Норберт Нигбур, Хельмут Маннс, Хельмут Кремерс (46’ Клаус Беферунген), Рольф Рюссман, Клаус Фихтель, Герберт Люткебомерт, Пауль Хольц, Нико Браун, Клаус Фишер, Хартмут Хузе (46’ Ульрих ван ден Берг), Эрвин Кремерс |            |         |                 |                                         |

| 5 августа 1972 1 тур | Шальке 04                         | 4:2     | Бохум           | Гельзенкирхен                                                 |
| | Фишер 6′ 33′ 59′ · Х. Кремерс 54′ | (отчёт) | Валитца 17′ 45′ | Стадион: Глюкауф-Кампфбан Зрителей: 8000 Судья: Альфред Кёлер |
| Шальке 04: Норберт Нигбур, Клаус Фихтель, Хартмут Хузе, Хельмут Кремерс, Рольф Рюссман, Ульрих ван ден Берг (87’ Хельмут Маннс), Герберт Люткебомерт, Клаус Шер, Клаус Фишер, Карл-Хайнц Фрай, Эрвин Кремерс Бохум: Вернер Шольц, Дитер Цорк (77’ Херманн Герланд), Хайнц-Юрген Бломе, Харри Фехнер, Эрвин Галески, Ханс-Гюнтер Эттерих (46’ Вернер Бальте), Михаэль Ламек, Райнхольд Возаб, Ханс-Вернер Хартль, Райнхард Майгль, Ханс Валитца |                                   |         |                 |                                                               |

| 9 августа 1972 3 тур | Бохум             | 1:0     | Эркеншвикк | Бохум                                               |
| | Бальте 79′ (пен.) | (отчёт) |            | Стадион: Рурштадион Зрителей: 3500 Судья: Герд Зипе |
| Бохум: Вернер Шольц, Хайнц-Юрген Бломе, Клаус-Дитер Девински (50’ Франц-Йозеф Лауфер), Харри Фехнер, Дитер Цорк, Ханс-Гюнтер Эттерих, Ханс-Юрген Кёпер, Михаэль Ламек, Вернер Бальте, Ханс-Вернер Хартль (38’ Херманн Герланд), Райнхард Майгль Эркеншвикк: Дитер Бройер, Уве Блекман, Карл-Хайнц Корте, Хорст Кошмидер, Лотар Пфаль (46’ Манфред Фридрих), Дитер Ренферт, Райнхольд Рессеман, Петер Андрес, Уве Колич, Карл-Хайнц Зайденкранц, Йоахим Гербер (53’ Дитер Вальтер) |                   |         |            |                                                     |

| 9 августа 1972 3 тур | Гессен (Кассель)       | 2:3     | Шальке 04           | Кассель                                                 |
| | Яшик 38′ · Гуммлих 49′ | (отчёт) | Рюссман 57′ 74′ 85′ | Стадион: Ауэштадион Зрителей: 13 000 Судья: Фолькер Рот |
| Гессен (Кассель): Андреас Бурозе, Вернер Яшик, Отто Кастль, Вернер Новак, Альфред Резенберг, Бернд Мец, Клаус Вайланд, Ханс-Петер Гуммлих, Райнер Кюнкель (59’ Вольфганг Ханземан), Райнхард Рушмайер, Эрнст Мартин Шальке 04: Норберт Нигбур, Клаус Фихтель, Хартмут Хузе, Хельмут Кремерс, Рольф Рюссман, Ульрих ван ден Берг, Герберт Люткебомерт, Клаус Шер (57’ Клаус Беферунген), Клаус Фишер, Карл-Хайнц Фрай, Эрвин Кремерс (33’ Пауль Хольц) |                        |         |                     |                                                         |

| 16 августа 1972 4 тур | Шальке 04                             | 3:1     | Гессен (Кассель) | Гельзенкирхен                                                    |
| | Хольц 2′ · Беферунген 22′ · Браун 27′ | (отчёт) | Вайланд 70′      | Стадион: Глюкауф-Кампфбан Зрителей: 6000 Судья: Вальтер Эшвайлер |
| Шальке 04: Норберт Нигбур (46’ Хельмут Пабст), Клаус Фихтель, Хартмут Хузе, Хельмут Кремерс (72’ Хельмут Маннс), Рольф Рюссман, Ульрих ван ден Берг, Клаус Беферунген, Пауль Хольц, Нико Браун, Клаус Фишер, Карл-Хайнц Фрай Гессен (Кассель): Андреас Бурозе (46’ Рольф Биркхёльцер), Вернер Яшик, Отто Кастль, Фридель Мензинк, Вернер Новак, Альфред Резенберг, Бернд Мец, Клаус Вайланд, Ханс-Петер Гуммлих (70’ Петер Рабенек), Райнхард Рушмайер, Эрнст Мартин |                                       |         |                  |                                                                  |

| 16 августа 1972 4 тур | Эркеншвикк | 1:3     | Бохум                       | Эр-Эркеншвикк                                                 |
| | Колич 18′  | (отчёт) | Бальте 3′ 38′ · Герланд 19′ | Стадион: Штимбергштадион Зрителей: 3500 Судья: Манфред Люлинг |
| Эркеншвикк: Юрген Эртель (46’ Дитер Бройер), Уве Блекман, Карл-Хайнц Корте (46’ Хорст Кошмидер), Герд Ортман, Дитер Ренферт, Петер Андерс, Манфред Фридрих, Уве Колич, Хайнц Мессинг, Карл-Хайнц Поршке, Хуберт Тенбринк Бохум: Вернер Шольц, Хайнц-Юрген Бломе, Харри Фехнер, Эрвин Галески, Херманн Герланд, Вернер Бальте (59’ Франц-Йозеф Лауфер), Удо Бёкман, Михаэль Ламек, Петер Бомм (76’ Ханс-Юрген Кёпер), Райнхард Майгль, Ханс Валитца |            |         |                             |                                                               |

| 19 августа 1972 5 тур | Бохум             | 1:4     | Шальке 04                             | Бохум                                                   |
| | Бальте 18′ (пен.) | (отчёт) | Рюссман 5′ 82′ · Браун 11′ · Фрай 23′ | Стадион: Рурштадион Зрителей: 10 000 Судья: Герт Мойзер |
| Бохум: Вернер Шольц, Хайнц-Юрген Бломе, Харри Фехнер, Эрвин Галески, Дитер Цорк (73’ Франц-Йозеф Лауфер), Вернер Бальте, Ханс-Гюнтер Эттерих (67’ Херманн Герланд), Ханс-Юрген Кёпер, Михаэль Ламек, Райнхард Майгль, Ханс Валитца Шальке 04: Норберт Нигбур, Клаус Фихтель, Хартмут Хузе (4’ Хельмут Маннс), Хельмут Кремерс, Рольф Рюссман, Ульрих ван ден Берг, Клаус Беферунген (65’ Норберт Хеслинг), Пауль Хольц, Нико Браун, Клаус Фишер, Карл-Хайнц Фрай |                   |         |                                       |                                                         |

| 23 августа 1972 6 тур | Бохум                                     | 5:1     | Гессен (Кассель) | Бохум                                                     |
| | Кёпер 12′ 67′ · Майгль 32′ 36′ · Цорк 62′ | (отчёт) | Ханземан 81′     | Стадион: Рурштадион Зрителей: 1000 Судья: Райнер Вальтерт |
| Бохум: Вернер Шольц, Харри Фехнер, Эрвин Галески, Дитер Цорк, Вернер Бальте, Ханс-Гюнтер Эттерих, Ханс-Юрген Кёпер, Михаэль Ламек (54’ Херманн Герланд), Франц-Йозеф Лауфер, Райнхард Майгль (46’ Удо Бёкман), Ханс Валитца Гессен (Кассель): Рольф Биркхёльцер, Вернер Яшик, Петер Рабенек, Альфред Резенберг (46’ Фридель Мензинк), Георг Патцер, Бернд Мец (62’ Эрнст Мартин), Клаус Вайланд, Юрген Кристман, Ханс-Петер Гуммлих, Вольфганг Ханземан, Фридхельм Януш |                                           |         |                  |                                                           |

| 23 августа 1972 6 тур | Шальке 04 | 1:3     | Эркеншвикк                                          | Гельзенкирхен                                               |
| | Фрай 35′  | (отчёт) | Тенбринк 19′ · ван ден Берг 68′ (авт.) · Поршке 82′ | Стадион: Глюкауф-Кампфбан Зрителей: 7000 Судья: Герд Хенниг |
| Шальке 04: Норберт Нигбур, Клаус Фихтель, Хельмут Кремерс (80’ Юрген Кляйн), Рольф Рюссман, Ульрих ван ден Берг, Пауль Хольц, Герберт Люткебомерт, Нико Браун, Клаус Фишер, Карл-Хайнц Фрай, Хельмут Маннс (46’ Клаус Беферунген) Эркеншвикк: Дитер Бройер, Уве Блекман, Карл-Хайнц Корте (71’ Лотар Пфаль), Хорст Кошмидер, Герд Ортман, Дитер Ренферт, Райнхольд Рессеман, Манфред Фридрих, Дитер Вальтер, Карл-Хайнц Поршке, Хуберт Тенбринк |           |         |                                                     |                                                             |

| 27 августа 1972 5 тур | Эркеншвикк                               | 4:2     | Гессен (Кассель)         | Эр-Эркеншвикк                                                |
| | Мессинг 23′ · Андерс 46′ 82′ · Колич 59′ | (отчёт) | Мартин 11′ · Гуммлих 64′ | Стадион: Штимбергштадион Зрителей: 700 Судья: Фолькер Хустер |
| Эркеншвикк: Юрген Эртель (37’ Дитер Бройер), Уве Блекман, Карл-Хайнц Корте, Лотар Пфаль, Райнхольд Рессеман, Петер Андерс, Манфред Фридрих (46’ Хорст Кошмидер), Дитер Вальтер, Герд Дойчман, Уве Колич, Хайнц Мессинг Гессен (Кассель): Андреас Бурозе, Отто Кастль, Фридель Мензинк, Вернер Новак, Уве Хабеданк (63’ Фридхельм Януш), Клаус Вайланд, Юрген Зиринг (46’ Петер Рабенек), Ханс-Петер Гуммлих, Вольфганг Ханземан, Райнхард Рушмайер, Эрнст Мартин |                                          |         |                          |                                                              |

### Группа 5
| М | Команда                  | И | В | Н | П | МЗ | МП | РМ  | О |
| - | ------------------------ | - | - | - | - | -- | -- | --- | - |
| 1 | Боруссия (Мёнхенгладбах) | 6 | 3 | 3 | 0 | 14 | 5  | +9  | 9 |
| 2 | Рот-Вайсс (Эссен)        | 6 | 3 | 1 | 2 | 15 | 9  | +6  | 7 |
| 3 | Дуйсбург                 | 6 | 2 | 2 | 2 | 12 | 11 | +1  | 6 |
| 4 | Шварц-Вайс (Эссен)       | 6 | 1 | 0 | 5 | 8  | 24 | −16 | 2 |

| 2 августа 1972 1 тур | Дуйсбург                               | 3:1     | Шварц-Вайс (Эссен) | Дуйсбург                                                  |
| | Будде 1′ · Ворм 52′ · Леман 70′ (пен.) | (отчёт) | Майгль 65′         | Стадион: Ведауштадион Зрителей: 750 Судья: Хорст Бонаккер |
| Дуйсбург: Дитмар Линдерс, Михаэль Белла, Хартмут Хайдеман, Детлеф Пирзиг, Герберт Бюссерс, Йоханнес Линсен, Джордже Павлич (46’ Бернд Леман), Райнер Будде (46’ Вернер Шнайдер), Бернард Диц, Рудольф Зелигер, Рональд Ворм Шварц-Вайс (Эссен): Хорст Лановски, Клаус Франке, Карлхайнц Хёфер, Вольфганг Лаузен, Хорст Вилльмзен, Карл-Хайнц Бёттхер, Петер Гринда, Гюнтер Кирх, Гюнтер Лойфген, Хельмут Лаузен, Зигфрид Майгль |                                        |         |                    |                                                           |

| 2 августа 1972 1 тур | Рот-Вайсс (Эссен) | 0:1     | Боруссия (Мёнхенгладбах) | Эссен                                                            |
| |                   | (отчёт) | Рупп 35′                 | Стадион: Георг Мельхес Зрителей: 10 000 Судья: Пауль Киндерфатер |
| Рот-Вайсс (Эссен): Хайнц Блазай, Герман Эрльхофф, Вольфганг Рауш, Хайнц Штауферман, Эберхард Штраух, Вернер Бросда, Дитхельм Фернер, Гюнтер Фюрхофф, Виллибальд Вайсс, Дитер Баст, Хорст Гекс Боруссия (Мёнхенгладбах): Вольфганг Клефф, Хайнц Михаллик, Берти Фогтс, Ханс-Юрген Витткамп, Хайнц Виттман, Райнер Бонхоф, Дитмар Даннер, Гюнтер Нетцер, Херберт Виммер, Юпп Хайнкес (46’ Адальберт Фурман), Бернд Рупп |                   |         |                          |                                                                  |

| 9 августа 1972 2 тур | Дуйсбург                                    | 4:1     | Рот-Вайсс (Эссен)   | Дуйсбург                                                  |
| | Бюссерс 37′ · Белла 50′ · Хай 75′ · Диц 77′ | (отчёт) | Эрльхофф 28′ (пен.) | Стадион: Ведауштадион Зрителей: 2500 Судья: Альфред Кёлер |
| Дуйсбург: Дитмар Линдерс, Михаэль Белла, Детлеф Пирзиг, Курт Реттковски, Герберт Бюссерс, Бернд Леман, Йоханнес Линсен (55’ Йонни Хай), Джордже Павлич (46’ Хартмут Хайдеман), Вернер Шнайдер, Райнер Будде, Бернард Диц Рот-Вайсс (Эссен): Фриц Штефенс, Герман Эрльхофф, Роланд Пайч, Хайнц Штауферман, Герман Бреденфельд, Дитхельм Фернер, Гюнтер Фюрхофф, Хайко Мертес, Дитер Баст (74’ Уве Финнерн), Вилли Липпенс, Хельмут Литтек |                                             |         |                     |                                                           |

| 9 августа 1972 2 тур | Шварц-Вайс (Эссен) | 0:6     | Боруссия (Мёнхенгладбах)                                                     | Эссен                                                           |
| |                    | (отчёт) | Фогтс 8′ · Йенсен 30′ · Бонхоф 53′ · Нетцер 62′ (пен.) · Рупп 81′ (пен.) 81′ | Стадион: Уленкругштадион Зрителей: 2500 Судья: Вальтер Эшвайлер |
| Шварц-Вайс (Эссен): Хорст Лановски (58’ Хельмут Ессбергер), Клаус Франке, Карлхайнц Хёфер, Вольфганг Лаузен, Хорст Вилльмзен (42’ Хольгер Тримхольд), Клаус Альберт, Карл-Хайнц Бёттхер, Гюнтер Кирх, Гюнтер Лойфген, Удо Шорнинг, Зигфрид Майгль Боруссия (Мёнхенгладбах): Вольфганг Клефф, Хайнц Михаллик, Берти Фогтс (52’ Ульрих Зурау), Ханс-Юрген Витткамп, Хайнц Виттман, Райнер Бонхоф, Гюнтер Нетцер, Херберт Виммер, Юпп Хайнкес, Хеннинг Йенсен, Бернд Рупп |                    |         |                                                                              |                                                                 |

| 12 августа 1972 3 тур | Боруссия (Мёнхенгладбах)              | 3:3     | Дуйсбург         | Мёнхенгладбах                                                    |
| | Хайнкес 19′ · Нетцер 55′ · Бонхоф 75′ | (отчёт) | Ворм 16′ 39′ 60′ | Стадион: Бёкельбергштадион Зрителей: 9000 Судья: Ханс Хиллебранд |
| Боруссия (Мёнхенгладбах): Вольфганг Клефф, Хайнц Михаллик (46’ Хартвиг Блайдик), Берти Фогтс, Ханс-Юрген Витткамп (46’ Ульрих Зурау), Хайнц Виттман, Райнер Бонхоф, Гюнтер Нетцер, Херберт Виммер, Юпп Хайнкес, Хеннинг Йенсен, Бернд Рупп Дуйсбург: Дитмар Линдерс, Михаэль Белла, Детлеф Пирзиг, Курт Реттковски, Хартмут Хайдеман, Герберт Бюссерс (74’ Вернер Шнайдер), Бернд Леман, Бернард Диц, Рудольф Зелигер, Рональд Ворм, Клаус Вундер |                                       |         |                  |                                                                  |

| 12 августа 1972 3 тур                          | Шварц-Вайс (Эссен) | 2:5 | Рот-Вайсс (Эссен) | Эссен                    |
|                                                | неизвестно         |     | неизвестно        | Стадион: Уленкругштадион |
| Шварц-Вайс (Эссен): ... Рот-Вайсс (Эссен): ... |                    |     |                   |                          |

| 16 августа 1972 4 тур | Боруссия (Мёнхенгладбах)         | 3:1     | Шварц-Вайс (Эссен) | Мёнхенгладбах                                                |
| | Йенсен 4′ · Фогтс 31′ · Рупп 90′ | (отчёт) | Гринда 42′         | Стадион: Бёкельбергштадион Зрителей: 3000 Судья: Герд Хенниг |
| Боруссия (Мёнхенгладбах): Вольфганг Клефф, Хартвиг Блайдик, Берти Фогтс (77’ Ханс Клинкхаммер), Ханс-Юрген Витткамп, Райнер Бонхоф, Дитмар Даннер, Гюнтер Нетцер, Херберт Виммер, Юпп Хайнкес (46’ Адальберт Фурман), Хеннинг Йенсен, Бернд Рупп Шварц-Вайс (Эссен): Хорст Лановски, Клаус Франке, Карлхайнц Хёфер, Вольфганг Лаузен, Хорст Вилльмзен, Карл-Хайнц Бёттхер, Петер Гринда, Гюнтер Лойфген (80’ Гюнтер Кирх), Удо Шорнинг, Дитер Шулиц, Петер Чех |                                  |         |                    |                                                              |

| 16 августа 1972 4 тур | Рот-Вайсс (Эссен)                 | 3:0     | Дуйсбург | Эссен                                                       |
| | Баст 13′ · Гекс 49′ · Липпенс 72′ | (отчёт) |          | Стадион: Георг Мельхес Зрителей: 4000 Судья: Клаус Оферберг |
| Рот-Вайсс (Эссен): Хайнц Блазай, Герман Эрльхофф (46’ Дитхельм Фернер), Роланд Пайч, Вольфганг Рауш, Герман Бреденфельд, Вернер Бросда, Хайко Мертес (77’ Гюнтер Фюрхофф), Виллибальд Вайсс, Дитер Баст, Хорст Гекс, Вилли Липпенс Дуйсбург: Дитмар Линдерс, Михаэль Белла, Детлеф Пирзиг, Курт Реттковски, Герберт Бюссерс, Йонни Хай, Бернд Леман, Джордже Павлич, Вернер Шнайдер, Райнер Будде, Бернард Диц |                                   |         |          |                                                             |

| 18 августа 1972 5 тур | Дуйсбург | 0:0     | Боруссия (Мёнхенгладбах) | Крефельд                                                 |
| |          | (отчёт) |                          | Стадион: Гротенбург Зрителей: 6000 Судья: Хорст Бонаккер |
| Дуйсбург: Дитмар Линдерс, Михаэль Белла, Клаус Брукман, Детлеф Пирзиг, Курт Реттковски, Эрнст Савкович, Герберт Бюссерс (87’ Йонни Хай), Бернд Леман, Вернер Шнайдер, Райнер Будде, Бернард Диц Боруссия (Мёнхенгладбах): Вольфганг Клефф, Хайнц Михаллик, Берти Фогтс, Ханс-Юрген Витткамп, Райнер Бонхоф, Дитмар Даннер, Гюнтер Нетцер, Херберт Виммер, Юпп Хайнкес, Хеннинг Йенсен (68’ Адальберт Фурман), Бернд Рупп |          |         |                          |                                                          |

| 23 августа 1972 6 тур | Шварц-Вайс (Эссен)                   | 3:2     | Дуйсбург              | Эссен                                                      |
| | Лаузен 13′ · Альберт 27′ · Шулиц 68′ | (отчёт) | Диц 31′ · Бюссерс 71′ | Стадион: Уленкругштадион Зрителей: 2000 Судья: Норберт Риб |
| Шварц-Вайс (Эссен): Хорст Лановски, Клаус Франке, Карлхайнц Хёфер, Вольфганг Лаузен, Хорст Вилльмзен, Клаус Альберт, Карл-Хайнц Бёттхер, Петер Гринда, Гюнтер Лойфген (62’ Гюнтер Кирх), Хельмут Лаузен, Дитер Шулиц Дуйсбург: Мартин Хольшер, Михаэль Белла, Клаус Брукман, Детлеф Пирзиг (57’ Йонни Хай), Курт Реттковски (46’ Джордже Павлич), Эрнст Савкович, Герберт Бюссерс, Бернд Леман, Вернер Шнайдер, Райнер Будде, Бернард Диц |                                      |         |                       |                                                            |

| 24 августа 1972 6 тур | Боруссия (Мёнхенгладбах) | 1:1     | Рот-Вайсс (Эссен) | Мёнхенгладбах                                              |
| | Михаллик 81′             | (отчёт) | Липпенс 41′       | Стадион: Бёкельбергштадион Зрителей: 6000 Судья: Герд Зипе |
| Боруссия (Мёнхенгладбах): Вольфганг Клефф, Хайнц Михаллик, Шмуэль Розенталь, Берти Фогтс, Райнер Бонхоф, Гюнтер Нетцер, Ульрих Зурау, Херберт Виммер, Адальберт Фурман (70’ Зигфрид Цоппке), Хеннинг Йенсен, Бернд Рупп Рот-Вайсс (Эссен): Хайнц Блазай, Вольфганг Рауш, Хайнц Штауферман, Эберхард Штраух, Герман Бреденфельд, Дитхельм Фернер, Хайко Мертес, Виллибальд Вайсс, Дитер Баст, Хорст Гекс, Вилли Липпенс |                          |         |                   |                                                            |

| 30 августа 1972 5 тур | Рот-Вайсс (Эссен)                                           | 5:1     | Шварц-Вайс (Эссен) | Эссен                               |
| | Дёрре 1′ · Финнерн 35′ 47′ · Бреденфельд 70′ · де Влюгт 72′ | (отчёт) | Хёфер 60′          | Стадион: Георг Мельхес Судья: Бленк |
| Рот-Вайсс (Эссен): Фриц Штефенс, Герман Эрльхофф, Роланд Пайч, Эберхард Штраух, Герман Бреденфельд, Вернер Бросда, Ханс Дёрре, Уве Финнерн, Харри де Влюгт, Хельмут Литтек, Герберт Вайнберг Шварц-Вайс (Эссен): Хорст Лановски, Клаус Франке, Карлхайнц Хёфер, Вольфганг Лаузен, Хорст Вилльмзен, Клаус Альберт (32’ Гюнтер Кирх), Карл-Хайнц Бёттхер, Гюнтер Лойфген, Хельмут Лаузен, Зигфрид Майгль, Петер Чех |                                                             |         |                    |                                     |

### Группа 6
| М | Команда               | И | В | Н | П | МЗ | МП | РМ  | О |
| - | --------------------- | - | - | - | - | -- | -- | --- | - |
| 1 | Фортуна (Кёльн)       | 6 | 4 | 1 | 1 | 10 | 3  | +7  | 9 |
| 2 | Фортуна (Дюссельдорф) | 6 | 3 | 0 | 3 | 14 | 9  | +5  | 6 |
| 3 | Кёльн                 | 6 | 2 | 1 | 3 | 14 | 9  | +5  | 5 |
| 4 | Байер 04              | 6 | 0 | 0 | 6 | 4  | 21 | −17 | 0 |

| 19 июля 1972 1 тур                 | Фортуна (Кёльн) | 4:0 | Байер 04 | Кёльн               |
|                                    | неизвестно      |     |          | Стадион: Зюдштадион |
| Фортуна (Кёльн): ... Байер 04: ... |                 |     |          |                     |

| 2 августа 1972 2 тур | Байер 04 | 0:3     | Фортуна (Дюссельдорф)                  | Леверкузен                                                     |
| |          | (отчёт) | Хессе 66′ · Бизенкамп 72′ · Херцог 79′ | Стадион: Ульрих Хаберланд Зрителей: 1500 Судья: Манфред Люлинг |
| Байер 04: Хуберт Макель, Курт Ковальски, Петер Лангер, Вилли Ребах, Хельмут Шиффер, Клаус Гёрц, Ханс-Вернер Маркс, Фридхельм Стрельчик, Манфред Феттер (72’ Вильфрид Зайферт), Хорст Виланд (60’ Лотар Рихтер), Герд Питчайдт Фортуна (Дюссельдорф): Вильфрид Войке, Хайнер Бальтес, Петер Бизенкамп, Фред Хессе, Эгон Кёнен, Вернер Криглер, Леонхард Хельмрайх, Герд Цеве, Райнер Гайе, Дитер Херцог, Петер Зихман (60’ Клаус Будде) |          |         |                                        |                                                                |

| 9 августа 1972 3 тур | Кёльн                                                        | 6:2     | Байер 04                | Кёльн                                                      |
| | Капелльман 8′ 37′ 61′ · Оверат 65′ · Флоэ 70′ · Кулльман 72′ | (отчёт) | Лангер 41′ · Виланд 83′ | Стадион: Мюнгерсдорф Зрителей: 4000 Судья: Карл-Хайнц Форк |
| Кёльн: Герхард Вельц, Бернхард Кулльман, Матиас Хеммерсбах, Харальд Конопка, Хайнц Флоэ, Юрген Гловач, Юпп Капелльман, Вольфганг Оверат, Хайнц Зиммет, Детлеф Лаушер (63’ Рикардо Нойман), Карл-Хайнц Тилен Байер 04: Дитер Фернер, Курт Ковальски, Петер Лангер, Вилли Ребах, Хельмут Шиффер, Клаус Гёрц (66’ Ханс-Вернер Маркс), Клаус Рёриг (46’ Фридхельм Стрельчик), Вильфрид Зайферт, Манфред Феттер, Хорст Виланд, Герд Питчайдт |                                                              |         |                         |                                                            |

| 9 августа 1972 3 тур | Фортуна (Дюссельдорф)   | 2:0     | Фортуна (Кёльн) | Дюссельдорф                                       |
| | Кёнен 63′ · Криглер 73′ | (отчёт) |                 | Стадион: Рейнштадион Зрителей: 5800 Судья: Риккер |
| Фортуна (Дюссельдорф): Вильфрид Войке, Петер Бизенкамп, Фред Хессе, Эгон Кёнен, Вернер Криглер, Клаус Будде, Леонхард Хельмрайх, Герд Цеве, Маик Галакос, Райнер Гайе, Дитер Херцог Фортуна (Кёльн): Вольфганг Фариан, Петер Бёрс, Ханс-Гюнтер Нойес, Карл-Хайнц Штрут, Герд Циммерман, Рольф Бауэркемпер, Ноэл Кэмпбелл (74’ Гюнтер Шваба), Вольфганг Глок (74’ Фридхельм Оттерс), Гюнтер Олекнавичус, Хельмут Бергфельдер, Рольф Кухарски |                         |         |                 |                                                   |

| 12 августа 1972 1 тур | Фортуна (Дюссельдорф)             | 3:1     | Кёльн                 | Дюссельдорф                                               |
| | Херцог 11′ · Будде 71′ · Гайе 81′ | (отчёт) | Капелльман 84′ (пен.) | Стадион: Рейнштадион Зрителей: 8000 Судья: Манфред Вихман |
| Фортуна (Дюссельдорф): Вильфрид Войке, Фред Хессе, Эгон Кёнен, Вернер Криглер, Хайнер Бальтес, Петер Бизенкамп, Герд Цеве, Леонхард Хельмрайх, Петер Зихман (65’ Клаус Будде), Райнер Гайе, Дитер Херцог Кёльн: Герхард Вельц, Бернхард Кулльман, Матиас Хеммерсбах, Харальд Конопка, Хайнц Флоэ, Юрген Гловач, Юпп Капелльман, Вольфганг Оверат, Хайнц Зиммет, Детлеф Лаушер (30’ Георг Босбах, 46’ Герберт Нойман), Карл-Хайнц Тилен |                                   |         |                       |                                                           |

| 16 августа 1972 4 тур | Байер 04 | 0:2     | Кёльн                       | Леверкузен                                                       |
| |          | (отчёт) | Ребах 46′ (авт.) · Флоэ 55′ | Стадион: Ульрих Хаберланд Зрителей: 1500 Судья: Вольфганг Круцке |
| Байер 04: Дитер Фернер, Курт Ковальски, Вилли Ребах, Хельмут Шиффер, Хельмут Брюккен (33’ Петер Лангер), Ханс-Вернер Маркс, Клаус Рёриг, Вильфрид Зайферт, Фридхельм Стрельчик, Манфред Феттер, Хорст Виланд (64’ Лотар Рихтер) Кёльн: Герхард Вельц, Бернхард Кулльман, Матиас Хеммерсбах, Харальд Конопка, Хайнц Флоэ, Юрген Гловач (46’ Детлеф Лаушер), Юпп Капелльман, Герберт Нойман (69’ Карлхайнц Хенхен), Вольфганг Оверат, Хайнц Зиммет, Карл-Хайнц Тилен |          |         |                             |                                                                  |

| 16 августа 1972 4 тур | Фортуна (Кёльн)              | 2:0     | Фортуна (Дюссельдорф) | Кёльн                                                     |
| | Циммерман 28′ · Кухарски 70′ | (отчёт) |                       | Стадион: Зюдштадион Зрителей: 4000 Судья: Райнер Вальтерт |
| Фортуна (Кёльн): Вольфганг Фариан, Петер Бёрс, Ханс-Гюнтер Нойес, Карл-Хайнц Штрут, Герд Циммерман, Рольф Бауэркемпер, Ноэл Кэмпбелл, Гюнтер Олекнавичус, Хельмут Бергфельдер, Рольф Кухарски, Фридхельм Оттерс Фортуна (Дюссельдорф): Вильфрид Войке, Петер Бизенкамп, Фред Хессе, Эгон Кёнен, Вернер Криглер, Клаус Будде, Леонхард Хельмрайх, Герд Цеве, Маик Галакос (46’ Ханс Шульц), Райнер Гайе, Дитер Херцог |                              |         |                       |                                                           |

| 19 августа 1972 5 тур | Кёльн                                              | 4:1     | Фортуна (Дюссельдорф) | Кёльн                                                    |
| | Капелльман 20′ 25′ (пен.) · Тилен 37′ · Гловач 77′ | (отчёт) | Шульц 62′             | Стадион: Мюнгерсдорф Зрителей: 2500 Судья: Манфред Хамер |
| Кёльн: Герхард Вельц, Бернхард Кулльман, Матиас Хеммерсбах, Харальд Конопка, Хайнц Флоэ, Юпп Капелльман (77’ Пауль Шерман), Герберт Нойман, Вольфганг Оверат, Хайнц Зиммет, Карлхайнц Хенхен (57’ Юрген Гловач), Карл-Хайнц Тилен Фортуна (Дюссельдорф): Вильфрид Войке, Фред Хессе, Эгон Кёнен, Вернер Криглер (46’ Бенно Байрот), Клаус Зенгер, Петер Бизенкамп, Ханс Шульц, Герд Цеве, Петер Зихман (46’ Клаус Будде), Райнер Гайе, Дитер Херцог |                                                    |         |                       |                                                          |

| 23 августа 1972 6 тур | Фортуна (Дюссельдорф)             | 5:2     | Байер 04                  | Дюссельдорф                                                |
| | Будде 3′ 33′ · Херцог 70′ 76′ 81′ | (отчёт) | Рихтер 49′ · Питчайдт 90′ | Стадион: Рейнштадион Зрителей: 1000 Судья: Карл-Хайнц Форк |
| Фортуна (Дюссельдорф): Курт Бюнс, Эгон Кёнен, Вернер Криглер (82’ Петер Бизенкамп), Вернер Лунгвиц, Клаус Зенгер, Фред Хессе, Герд Цеве, Клаус Будде, Леонхард Хельмрайх, Райнер Гайе, Дитер Херцог Байер 04: Дитер Фернер, Курт Ковальски, Петер Лангер (62’ Герд Питчайдт), Вилли Ребах (46’ Манфред Айхнер), Хельмут Шиффер, Клаус Гёрц, Ханс-Вернер Маркс, Вильфрид Зайферт, Фридхельм Стрельчик, Манфред Феттер, Лотар Рихтер |                                   |         |                           |                                                            |

| 23 августа 1972 6 тур | Фортуна (Кёльн) | 1:1     | Кёльн          | Кёльн                                                      |
| | Тир 83′         | (отчёт) | Капелльман 37′ | Стадион: Зюдштадион Зрителей: 10 000 Судья: Манфред Вихман |
| Фортуна (Кёльн): Вольфганг Фариан, Петер Бёрс, Ханс-Гюнтер Нойес, Карл-Хайнц Штрут, Герд Циммерман, Рольф Бауэркемпер (46’ Вольфганг Тир), Ноэл Кэмпбелл, Гюнтер Олекнавичус, Хельмут Бергфельдер (73’ Карл-Хайнц Мёдрат), Рольф Кухарски, Фридхельм Оттерс Кёльн: Герхард Вельц, Бернхард Кулльман, Матиас Хеммерсбах, Харальд Конопка, Юпп Капелльман (83’ Герберт Мюленберг), Вольфганг Оверат, Хайнц Зиммет, Карлхайнц Хенхен (78’ Йозеф Блезер), Рикардо Нойман, Пауль Шерман, Карл-Хайнц Тилен |                 |         |                |                                                            |

| 30 августа 1972 5 тур | Байер 04 | 0:1     | Фортуна (Кёльн) | Леверкузен                                              |
| |          | (отчёт) | Бауэркемпер 23′ | Стадион: Ульрих Хаберланд Зрителей: 300 Судья: Ханс Фос |
| Байер 04: Дитер Фернер, Манфред Айхнер, Курт Ковальски, Вилли Ребах, Хельмут Шиффер, Ханс-Вернер Маркс, Вильфрид Зайферт, Фридхельм Стрельчик, Манфред Феттер, Вилли Марцок (62’ Лотар Рихтер), Герд Питчайдт Фортуна (Кёльн): Вольфганг Фариан, Ханс-Гюнтер Нойес, Карл-Хайнц Штрут, Герд Циммерман, Рольф Бауэркемпер, Ноэл Кэмпбелл, Гюнтер Олекнавичус, Хельмут Бергфельдер (62’ Вольфганг Глок), Рольф Кухарски, Фридхельм Оттерс (33’ Гюнтер Шваба), Вольфганг Тир |          |         |                 |                                                         |

| 11 октября 1972 2 тур | Кёльн | 0:2     | Фортуна (Кёльн)         | Кёльн                                                         |
| |       | (отчёт) | Кухарски 35′ · Глок 87′ | Стадион: Мюнгерсдорф Зрителей: 10 000 Судья: Вальтер Эшвайлер |
| Кёльн: Герхард Вельц, Бернхард Кулльман, Матиас Хеммерсбах, Харальд Конопка (46’ Йозеф Блезер), Хайнц Флоэ (20’ Герберт Нойман), Юпп Капелльман, Вольфганг Оверат, Хайнц Зиммет, Райнер Гебауэр, Ханнес Лёр, Карл-Хайнц Тилен Фортуна (Кёльн): Вольфганг Фариан, Петер Бёрс, Ханс-Гюнтер Нойес, Карл-Хайнц Штрут, Герд Циммерман, Рольф Бауэркемпер (46’ Фридхельм Оттерс), Ноэл Кэмпбелл, Вольфганг Глок, Гюнтер Олекнавичус, Хельмут Бергфельдер (63’ Карл-Хайнц Мёдрат), Рольф Кухарски |       |         |                         |                                                               |

### Группа 7
| М | Команда               | И | В | Н | П | МЗ | МП | РМ  | О  |
| - | --------------------- | - | - | - | - | -- | -- | --- | -- |
| 1 | Айнтрахт (Франкфурт)  | 6 | 5 | 0 | 1 | 23 | 9  | +14 | 10 |
| 2 | Боруссия (Нойнкирхен) | 6 | 3 | 0 | 3 | 14 | 18 | −4  | 6  |
| 3 | Кайзерслаутерн        | 6 | 2 | 1 | 3 | 11 | 12 | −1  | 5  |
| 4 | Майнц 05              | 6 | 1 | 1 | 4 | 8  | 17 | −9  | 3  |

| 30 июля 1972 1 тур | Боруссия (Нойнкирхен)              | 3:1     | Айнтрахт (Франкфурт) | Нойнкирхен                                |
| | Бранд 13′ · Папис 56′ · Бринза 79′ | (отчёт) | Климан 43′           | Стадион: Элленфельдштадион Зрителей: 1500 |
| Боруссия (Нойнкирхен): Райнер Бринза, Эрих Хермесдорф, Хорст Бранд, Юрген Папис... Айнтрахт (Франкфурт): Петер Кунтер, Уве Климан, Фридель Луц, Лотар Шемер, Герт Тринкляйн, Томас Рорбах (46’ Йозеф Хофмайстер), Юрген Грабовски, Хорст Хезе, Бернд Хёльценбайн (46’ Раймунд Краут), Эндер Конджа, Роланд Вайдле |                                    |         |                      |                                           |

| 2 августа 1972 2 тур | Боруссия (Нойнкирхен)            | 3:2     | Кайзерслаутерн            | Нойнкирхен                                                         |
| | Рёль 3′ · Бранд 48′ · Мюллер 78′ | (отчёт) | Топпмёллер 9′ · Хошич 44′ | Стадион: Элленфельдштадион Зрителей: 4000 Судья: Клаус-Петер Валеш |
| Боруссия (Нойнкирхен): Карл-Хайнц Шрёдер, Норберт Хес, Хайнц Хистинг, Эрих Хермесдорф, Ханс-Гюнтер Мюллер, Райнер Ройтер, Герд Шлай, Хорст Бранд, Людвиг Ланг (46’ Вернер Мартин), Юрген Папис, Георг Рёль (22’ Юрген Понтес) Кайзерслаутерн: Йозеф Эльтинг, Эрнст Диль, Фриц Фукс, Лотар Хубер, Дитмар Швагер, Клаус Аккерман (46’ Карлхайнц Фогт), Хайнц Хенкес, Идриз Хошич, Йозеф Пиррунг, Вольфганг Зель, Клаус Топпмёллер |                                  |         |                           |                                                                    |

| 2 августа 1972 2 тур | Майнц 05    | 2:5     | Айнтрахт (Франкфурт)                                           | Майнц                                                        |
| | Дрис 4′ 82′ | (отчёт) | Никкель 29′ 50′ · Грабовски 31′ · Конджа 39′ · Хёльценбайн 85′ | Стадион: Брухвегштадион Зрителей: 5000 Судья: Йозеф Хонтхайм |
| Майнц 05: Вольфганг Кнайб, Вилли Лёр, Ханс-Юрген Рихтер, Герберт Шеллер, Вальтер Цимер (38’ Ханс-Йоахим Якоби), Юрген Янц, Торбен Нильсен, Петер Шерер (64’ Пауль Гёппль), Йохен Дрис, Манфред Кипп, Герберт Реннер Айнтрахт (Франкфурт): Петер Кунтер (80’ Гюнтер Винхольд), Уве Климан, Фридель Луц, Лотар Шемер, Герт Тринкляйн, Юрген Кальб (67’ Хорст Хезе), Бернд Никкель, Юрген Грабовски, Бернд Хёльценбайн, Эндер Конджа, Томас Паритс |             |         |                                                                |                                                              |

| 9 августа 1972 3 тур | Айнтрахт (Франкфурт)                                                    | 7:0     | Боруссия (Нойнкирхен) | Франкфурт-на-Майне                                      |
| | Шемер 11′ · Паритс 28′ · Грабовски 54′ 66′ 69′ · Краут 76′ · Конджа 87′ | (отчёт) |                       | Стадион: Вальдштадион Зрителей: 2500 Судья: Герт Мойзер |
| Айнтрахт (Франкфурт): Дитер Рудольф, Уве Климан, Карл-Хайнц Кёрбель, Фридель Луц, Лотар Шемер, Юрген Грабовски, Хорст Хезе (65’ Герт Тринкляйн), Бернд Хёльценбайн (42’ Раймунд Краут), Томас Паритс, Роланд Вайдле, Эндер Конджа Боруссия (Нойнкирхен): Карл-Хайнц Шрёдер, Райнер Бринза (46’ Хайнц Хистинг), Норберт Хес, Вернер Мартин, Ханс-Гюнтер Мюллер, Райнер Ройтер (66’ Георг Рёль), Герд Шлай, Эрих Хермесдорф, Хорст Бранд, Людвиг Ланг, Юрген Папис |                                                                         |         |                       |                                                         |

| 9 августа 1972 3 тур | Майнц 05 | 1:1     | Кайзерслаутерн | Майнц                                                           |
| | Кипп 48′ | (отчёт) | Хошич 75′      | Стадион: Брухвегштадион Зрителей: 5000 Судья: Вольфганг Диттмер |
| Майнц 05: Вольфганг Орбен, Вилли Лёр, Ханс-Юрген Рихтер, Герберт Шеллер, Пауль Гёппль, Юрген Янц, Торбен Нильсен (75’ Геральд Гиррбах), Йохен Дрис, Манфред Кипп, Герд Клир, Герберт Реннер Кайзерслаутерн: Йозеф Штабель, Гюнтер Радемахер, Гюнтер Райндерс (46’ Хайнц Хенкес), Дитмар Швагер, Эрнст Диль, Фриц Фукс, Клаус Аккерман, Юрген Фридрих, Идриз Хошич, Йозеф Пиррунг, Карлхайнц Фогт (73’ Вольфганг Зель) |          |         |                |                                                                 |

| 11 августа 1972 4 тур | Кайзерслаутерн  | 1:3     | Айнтрахт (Франкфурт)                | Кайзерслаутерн                                           |
| | Фогт 78′ (пен.) | (отчёт) | Краут 55′ · Вайдле 72′ · Паритс 76′ | Стадион: Бетценберг Зрителей: 2500 Судья: Вальтер Энгель |
| Кайзерслаутерн: Йозеф Штабель, Эрнст Диль, Лотар Хубер, Дитмар Швагер (76’ Гюнтер Райндерс), Клаус Аккерман, Юрген Фридрих, Хайнц Хенкес, Идриз Хошич, Йозеф Пиррунг (74’ Карлхайнц Фогт), Вольфганг Зель, Клаус Топпмёллер Айнтрахт (Франкфурт): Петер Кунтер, Уве Климан, Карл-Хайнц Кёрбель, Фридель Луц, Лотар Шемер, Бернд Никкель, Юрген Грабовски, Хорст Хезе, Раймунд Краут, Томас Паритс, Роланд Вайдле |                 |         |                                     |                                                          |

| 12 августа 1972 4 тур | Майнц 05               | 2:5     | Боруссия (Нойнкирхен)                  | Майнц                                  |
| | Дрис 37′ · Гиррбах 73′ | (отчёт) | Папис 42′ 44′ 55′ (пен.) 90′ · Хес 62′ | Стадион: Брухвегштадион Зрителей: 1000 |
| Майнц 05: Вольфганг Орбен, Вилли Лёр (72’ Геральд Гиррбах), Герберт Шеллер (67’ Ханс-Йоахим Якоби), Пауль Гёппль, Юрген Янц, Торбен Нильсен, Герд Шмидт, Йохен Дрис, Манфред Кипп, Герд Клир, Герберт Реннер Боруссия (Нойнкирхен): Карл-Хайнц Шрёдер, Райнер Бринза, Норберт Хес, Хайнц Хистинг (69’ Георг Рёль), Вернер Мартин, Ханс-Гюнтер Мюллер, Райнер Ройтер, Герд Шлай, Людвиг Ланг, Юрген Папис, Юрген Понтес |                        |         |                                        |                                        |

| 16 августа 1972 1 тур | Кайзерслаутерн | 1:0     | Майнц 05 | Кайзерслаутерн                                              |
| | Фогт 51′       | (отчёт) |          | Стадион: Бетценберг Зрителей: 1500 Судья: Фердинанд Биверзи |
| Кайзерслаутерн: Йозеф Эльтинг, Эрнст Диль, Фриц Фукс, Лотар Хубер, Гюнтер Райндерс, Герман Биц, Идриз Хошич, Йозеф Пиррунг, Вольфганг Зель, Клаус Топпмёллер (46’ Клаус Аккерман), Карлхайнц Фогт Майнц 05: Вольфганг Орбен, Вилли Лёр, Ханс-Юрген Рихтер, Герберт Шеллер, Пауль Гёппль, Юрген Янц, Торбен Нильсен, Йохен Дрис, Манфред Кипп, Герд Клир, Герберт Реннер |                |         |          |                                                             |

| 19 августа 1972 5 тур | Айнтрахт (Франкфурт)                       | 3:2     | Кайзерслаутерн       | Франкфурт-на-Майне                                           |
| | Краут 5′ · Грабовски 41′ · Хёльценбайн 68′ | (отчёт) | Хошич 74′ · Фогт 90′ | Стадион: Вальдштадион Зрителей: 5000 Судья: Вальтер Эшвайлер |
| Айнтрахт (Франкфурт): Петер Кунтер, Петер Райхель, Лотар Шемер, Герт Тринкляйн, Уве Климан, Томас Рорбах, Томас Паритс, Роланд Вайдле, Юрген Грабовски, Бернд Хёльценбайн, Раймунд Краут Кайзерслаутерн: Йозеф Эльтинг, Эрнст Диль, Фриц Фукс, Гюнтер Радемахер (46’ Лотар Хубер), Гюнтер Райндерс, Дитмар Швагер, Клаус Аккерман, Идриз Хошич, Йозеф Пиррунг, Вольфганг Зель, Карлхайнц Фогт |                                            |         |                      |                                                              |

| 23 августа 1972 6 тур | Айнтрахт (Франкфурт)                            | 4:1     | Майнц 05   | Франкфурт-на-Майне                                       |
| | Вайдле 21′ 77′ · Климан 24′ · Паритс 71′ (пен.) | (отчёт) | Реннер 29′ | Стадион: Вальдштадион Зрителей: 3000 Судья: Юрген Камман |
| Айнтрахт (Франкфурт): Петер Кунтер, Уве Климан, Петер Райхель, Лотар Шемер, Вольфганг Краус, Томас Рорбах, Юрген Грабовски, Хорст Хезе, Раймунд Краут (56’ Йозеф Хофмайстер), Томас Паритс, Роланд Вайдле Майнц 05: Вольфганг Орбен, Ханс-Юрген Рихтер, Герберт Шеллер, Вальтер Цимер, Геральд Гиррбах (46’ Торбен Нильсен), Юрген Янц, Герд Шмидт, Ханс-Йоахим Якоби (46’ Йохен Дрис), Манфред Кипп, Герд Клир, Герберт Реннер |                                                 |         |            |                                                          |

| 23 августа 1972 6 тур | Кайзерслаутерн                                      | 4:2     | Боруссия (Нойнкирхен)  | Кайзерслаутерн                                           |
| | Диль 4′ · Фридрих 81′ (пен.) · Хошич 87′ 89′ (пен.) | (отчёт) | Бринза 32′ · Бранд 60′ | Стадион: Бетценберг Зрителей: 1500 Судья: Фолькер Хустер |
| Кайзерслаутерн: Йозеф Штабель, Эрнст Диль, Фриц Фукс, Лотар Хубер (46’ Гюнтер Радемахер), Гюнтер Райндерс, Дитмар Швагер, Клаус Аккерман, Юрген Фридрих, Идриз Хошич, Клаус Топпмёллер, Вольфганг Зель Боруссия (Нойнкирхен): Карл-Хайнц Шрёдер, Клаус Бишофф, Райнер Бринза, Норберт Хес (46’ Вернер Мартин), Хайнц Хистинг, Ханс-Гюнтер Мюллер, Райнер Ройтер, Герд Шлай, Хорст Бранд, Людвиг Ланг, Юрген Папис |                                                     |         |                        |                                                          |

| 30 августа 1972 5 тур | Боруссия (Нойнкирхен) | 1:2     | Майнц 05     | Нойнкирхен                                                            |
| | Ланг 79′              | (отчёт) | Кипп 28′ 30′ | Стадион: Элленфельдштадион Зрителей: 500 Судья: Вильфрид Хазельбергер |
| Боруссия (Нойнкирхен): Карл-Хайнц Шрёдер, Райнер Бринза, Норберт Хес, Вернер Мартин, Райнер Ройтер, Герд Шлай, Ханс-Гюнтер Мюллер, Юрген Папис (73’ Клаус Бишофф), Юрген Понтес, Хорст Бранд (73’ Хайнц Хистинг), Людвиг Ланг Майнц 05: Вольфганг Орбен, Вилли Лёр, Ханс-Юрген Рихтер, Герберт Шеллер, Вальтер Цимер, Торбен Нильсен, Герд Шмидт, Йохен Дрис, Манфред Кипп, Герд Клир (46’ Пауль Гёппль), Герберт Реннер |                       |         |              |                                                                       |

### Группа 8
| М | Команда          | И | В | Н | П | МЗ | МП | РМ | О |
| - | ---------------- | - | - | - | - | -- | -- | -- | - |
| 1 | Бавария (Хоф)    | 6 | 4 | 0 | 2 | 20 | 16 | +4 | 8 |
| 2 | Штутгарт         | 6 | 3 | 1 | 2 | 14 | 10 | +4 | 7 |
| 3 | Бавария (Мюнхен) | 6 | 3 | 0 | 3 | 17 | 17 | 0  | 6 |
| 4 | Мюнхен 1860      | 6 | 1 | 1 | 4 | 11 | 19 | −8 | 3 |

| 19 июля 1972 1 тур | Мюнхен 1860                                     | 3:1     | Бавария (Хоф)      | Мюнхен                                                    |
| | Броцулат 18′ · Келлер 32′ · Веллер 77′ · Мецгер | (отчёт) | Ахац 59′ · Липперт | Стадион: Грюнвальдер Зрителей: 8000 Судья: Оттмар Нютцель |
| Мюнхен 1860: Бернд Хельмшрот, Ханс-Гюнтер Крот, Вальтер Зонле, Вольфганг Лекс, Хорст Шмидт, Ханс-Йоахим Веллер, Дитер Броцулат (65’ Франц Хиллер), Эрвин Хоэнвартер (65’ Тимо Цанляйтер), Фердинанд Келлер, Георг Мецгер, Эрих Вайкслер Бавария (Хоф): Райнхард Франц, Хельмут Ахац, Рудольф Фихтнер, Ульрих Пехтольд, Альфред Рёдер (46’ Лотар Вольф), Людвиг Шустер, Зигфрид Зибер, Зигфрид Штарк, Райнхард Липперт, Хартмут Вернер, Карл-Хайнц Цапф |                                                 |         |                    |                                                           |

| 2 августа 1972 2 тур | Бавария (Хоф)                           | 3:3     | Штутгарт               | Хоф                                                 |
| | Пехтольд 51′ · Липперт 54′ · Шустер 74′ | (отчёт) | Цех 8′ · Франк 45′ 66′ | Стадион: Грюне Ау Зрителей: 4500 Судья: Дитер Дреэр |
| Бавария (Хоф): Рольф Кирш, Хельмут Ахац, Рудольф Фихтнер, Ульрих Пехтольд, Дитер Петерцелька, Зигфрид Зайферт, Вилли Мор, Людвиг Шустер, Зигфрид Зибер, Зигфрид Штарк (46’ Лотар Вольф), Райнхард Липперт Штутгарт: Герхард Хайнце, Гюнтер Айзеле, Герд Коморовски, Хервард Коппенхёфер, Райнхольд Цех, Йоханн Эттмайер, Герберт Хёбуш (60’ Карл Бергер), Хорст Кёппель, Вольфганг Франк, Герман Линднер, Манфред Вайдман (58’ Роланд Малль) |                                         |         |                        |                                                     |

| 2 августа 1972 2 тур | Мюнхен 1860 | 1:3     | Бавария (Мюнхен)              | Мюнхен                                                       |
| | Келлер 60′  | (отчёт) | Мюллер 46′ 76′ · Брайтнер 90′ | Стадион: Олимпийский Зрителей: 80 000 Судья: Хайнц Альдингер |
| Мюнхен 1860: Бернд Хельмшрот, Ханс-Гюнтер Крот, Ханс-Дитер Зельман, Вольфганг Лекс, Хорст Шмидт, Ханс-Йоахим Веллер, Тимо Цанляйтер, Эрвин Хоэнвартер, Фердинанд Келлер, Герхард Бопп, Дитер Броцулат Бавария (Мюнхен): Зепп Майер, Франц Беккенбауэр, Пауль Брайтнер, Джонни Хансен, Георг Шварценбек, Ули Хёнесс, Франц Краутхаузен, Франц Рот, Райнер Цобель, Вилли Хоффман, Герд Мюллер |             |         |                               |                                                              |

| 9 августа 1972 3 тур | Штутгарт                                                    | 5:1     | Мюнхен 1860 | Штутгарт                                                   |
| | Эттмайер 51′ · Хандшу 67′ · Франк 76′ 84′ · Коппенхёфер 80′ | (отчёт) | Келлер 57′  | Стадион: Неккарштадион Зрителей: 6000 Судья: Петер Кауфман |
| Штутгарт: Герхард Хайнце, Райнхольд Цех, Гюнтер Айзеле, Герд Коморовски, Хервард Коппенхёфер, Йоханн Эттмайер, Герберт Хёбуш, Хорст Кёппель (46’ Карл-Хайнц Хандшу), Манфред Вайдман, Вольфганг Франк, Герман Линднер Мюнхен 1860: Бернд Хельмшрот, Ханс-Гюнтер Крот, Хайнер Шуман, Вальтер Зонле, Франц Хиллер, Вольфганг Лекс (46’ Дитер Броцулат), Хорст Шмидт, Ханс-Йоахим Веллер (48’ Эрвин Хоэнвартер), Тимо Цанляйтер, Фердинанд Келлер, Эрих Вайкслер |                                                             |         |             |                                                            |

| 12 августа 1972 1 тур | Штутгарт                | 2:3     | Бавария (Мюнхен)   | Штутгарт                                |
| | Кёппель 75′ · Хёбуш 82′ | (отчёт) | Мюллер 38′ 52′ 76′ | Стадион: Неккарштадион Зрителей: 15 000 |
| Штутгарт: Герберт Хёбуш, Хорст Кёппель... Бавария (Мюнхен): Зепп Майер, Франц Беккенбауэр (60’ Гернот Рор), Пауль Брайтнер, Джонни Хансен, Георг Шварценбек, Ули Хёнесс, Франц Рот, Райнер Цобель, Вилли Хоффман (46’ Херберт Циммерман), Герд Мюллер, Эдгар Шнайдер |                         |         |                    |                                         |

| 16 августа 1972 4 тур | Бавария (Хоф)                         | 4:1     | Бавария (Мюнхен) | Хоф                                                 |
| | Цапф 43′ 45′ · Шустер 56′ · Вольф 77′ | (отчёт) | Мюллер 17′       | Стадион: Грюне Ау Зрителей: 10 000 Судья: Карл Ригг |
| Бавария (Хоф): Рольф Кирш, Хельмут Ахац, Рудольф Фихтнер, Ульрих Пехтольд, Зигфрид Зайферт, Лотар Вольф, Вилли Мор, Людвиг Шустер, Зигфрид Зибер, Райнхард Липперт, Карл-Хайнц Цапф Бавария (Мюнхен): Златко Шкорич, Франц Беккенбауэр, Пауль Брайтнер, Джонни Хансен, Георг Шварценбек, Херберт Циммерман (66’ Бернд Дюрнбергер), Райнер Цобель, Франц Рот, Мартин Вильдгрубер, Вилли Хоффман (65’ Маттиас Обермайер), Герд Мюллер |                                       |         |                  |                                                     |

| 16 августа 1972 4 тур | Мюнхен 1860 | 0:0     | Штутгарт | Мюнхен                                                  |
| |             | (отчёт) |          | Стадион: Грюнвальдер Зрителей: 3000 Судья: Хорст Геваль |
| Мюнхен 1860: Бернд Хельмшрот, Ханс-Гюнтер Крот, Хайнер Шуман, Вальтер Зонле, Ханс-Йоахим Веллер, Тимо Цанляйтер, Франц Хиллер, Макс Мюллер (64’ Георг Мецгер), Эрвин Хоэнвартер, Фердинанд Келлер, Вальтер Шуберт Штутгарт: Хельмут Роледер, Гюнтер Айзеле, Хервард Коппенхёфер, Райнхольд Цех, Йоханн Эттмайер, Герберт Хёбуш, Карл Бергер (54’ Роланд Малль), Карл-Хайнц Хандшу, Герман Линднер, Дитер Швеммле, Манфред Вайдман |             |         |          |                                                         |

| 19 августа 1972 5 тур | Бавария (Мюнхен) | 1:2     | Штутгарт               | Ульм                                                       |
| | Рибарчик 13′     | (отчёт) | Хандшу 23′ · Хёбуш 47′ | Стадион: Донауштадион Зрителей: 10 000 Судья: Рудольф Шрёк |
| Бавария (Мюнхен): Златко Шкорич, Джонни Хансен, Гернот Рор, Гюнтер Рибарчик, Георг Шварценбек, Бернд Дюрнбергер, Маттиас Обермайер, Райнер Цобель, Вилли Хоффман, Ханс Йёрг, Мартин Вильдгрубер Штутгарт: Герхард Хайнце, Гюнтер Айзеле, Герд Коморовски, Хервард Коппенхёфер, Йоханн Эттмайер, Герберт Хёбуш, Роланд Малль (46’ Дитер Швеммле), Карл Бергер, Карл-Хайнц Хандшу, Герман Линднер, Манфред Вайдман |                  |         |                        |                                                            |

| 23 августа 1972 6 тур | Бавария (Мюнхен)                                 | 5:3     | Мюнхен 1860                | Мюнхен                                                   |
| | Мюллер 3′ 19′ 23′ · Шнайдер 13′ · Шварценбек 42′ | (отчёт) | Шуман 65′ · Келлер 68′ 78′ | Стадион: Грюнвальдер Зрителей: 25 000 Судья: Филипп Генг |
| Бавария (Мюнхен): Зепп Майер, Франц Беккенбауэр, Пауль Брайтнер, Джонни Хансен, Георг Шварценбек, Бернд Дюрнбергер, Франц Рот, Райнер Цобель, Вилли Хоффман (69’ Мартин Вильдгрубер), Герд Мюллер, Эдгар Шнайдер Мюнхен 1860: Бернд Хельмшрот, Ханс-Гюнтер Крот, Хайнер Шуман, Вальтер Зонле (46’ Дитер Броцулат), Франц Хиллер, Хорст Шмидт, Ханс-Йоахим Веллер (76’ Карлхайнц Майнингер), Тимо Цанляйтер, Фердинанд Келлер, Георг Мецгер, Вальтер Шуберт |                                                  |         |                            |                                                          |

| 23 августа 1972 6 тур | Штутгарт               | 2:2     | Бавария (Хоф)             | Филлинген-Швеннинген                                 |
| | Франк 85′ · Хандшу 88′ | (отчёт) | Пехтольд 22′ · Вернер 70′ | Стадион: Густав Штром Зрителей: 2500 Судья: Кулльман |
| Штутгарт: Герхард Хайнце, Герд Коморовски, Хервард Коппенхёфер, Гюнтер Айзеле, Йоханн Эттмайер, Герберт Хёбуш, Дитер Бреннингер, Вольфганг Франк, Карл-Хайнц Хандшу, Дитер Швеммле (46’ Герман Линднер), Манфред Вайдман Бавария (Хоф): Рольф Кирш, Лотар Вольф, Рудольф Фихтнер, Ульрих Пехтольд, Зигфрид Зайферт, Зигфрид Штарк, Вилли Мор, Людвиг Шустер, Зигфрид Зибер, Хартмут Вернер, Дитер Шаллер (46’ Йозеф Кайзер) |                        |         |                           |                                                      |

| 30 августа 1972 5 тур | Бавария (Хоф)                                       | 5:3     | Мюнхен 1860                          | Хоф                                                 |
| | Ахац 26′ · Вернер 35′ 59′ · Вольф 47′ · Фихтнер 81′ | (отчёт) | Мюллер 25′ · Лекс 63′ · Броцулат 75′ | Стадион: Грюне Ау Зрителей: 2500 Судья: Фриц Зайлер |
| Бавария (Хоф): Рольф Кирш, Хельмут Ахац, Рудольф Фихтнер, Ульрих Пехтольд, Зигфрид Зайферт (58’ Вилли Мор), Лотар Вольф, Людвиг Шустер, Зигфрид Зибер, Зигфрид Штарк, Райнхард Липперт, Хартмут Вернер Мюнхен 1860: Антон Демль, Ханс-Гюнтер Крот, Хайнер Шуман, Вольфганг Лекс, Макс Мюллер (58’ Вальтер Зонле), Франц Хиллер, Хорст Шмидт, Дитер Броцулат, Эрвин Хоэнвартер (46’ Герхард Бопп), Вальтер Шуберт, Георг Мецгер |                                                     |         |                                      |                                                     |

| 3 сентября 1972 3 тур | Бавария (Мюнхен)                     | 4:5     | Бавария (Хоф)                                  | Бамберг                                                   |
| | Мюллер 13′ 23′ 54′ · Краутхаузен 58′ | (отчёт) | Вернер 29′ 48′ · Шустер 33′ 74′ · Пехтольд 88′ | Стадион: Фолькспаркштадион Зрителей: 12 378 Судья: Альбек |
| Бавария (Мюнхен): Златко Шкорич, Франц Беккенбауэр, Пауль Брайтнер, Джонни Хансен, Гюнтер Рибарчик, Бернд Дюрнбергер, Франц Краутхаузен, Франц Рот, Вилли Хоффман, Герд Мюллер, Эдгар Шнайдер Бавария (Хоф): Рольф Кирш, Хельмут Ахац, Рудольф Фихтнер, Ульрих Пехтольд, Зигфрид Зайферт (67’ Хельмут Рёдель), Лотар Вольф, Людвиг Шустер, Зигфрид Зибер, Зигфрид Штарк, Райнхард Липперт, Хартмут Вернер |                                      |         |                                                |                                                           |

## Четвертьфиналы
| Команда 1             | Итог | Команда 2                | 1-й матч | 2-й матч |
| --------------------- | ---- | ------------------------ | -------- | -------- |
| Айнтрахт (Брауншвейг) | 2:3  | Гамбург                  | 2:1      | 0:2      |
| Арминия (Билефельд)   | 3:12 | Боруссия (Мёнхенгладбах) | 0:3      | 3:9      |
| Бавария (Хоф)         | 3:8  | Шальке 04                | 1:1      | 2:7      |
| Фортуна (Кёльн)       | 5:6  | Айнтрахт (Франкфурт)     | 2:3      | 3:3      |

### Первые матчи
| 11 октября 1972 | Айнтрахт (Брауншвейг)      | 2:1     | Гамбург   | Брауншвейг                                            |
| | Герсдорфф 21′ · Йенсен 80′ | (отчёт) | Ноглы 74′ | Стадион: Айнтрахт Зрителей: 3000 Судья: Манфред Хоппе |
| Айнтрахт (Брауншвейг): Бернд Франке, Вольфганг Гжиб, Фридхельм Хеберман, Ханс-Юрген Хелльфриц, Петер Как, Франц Меркхоффер, Юрген Дудда (46’ Хартмут Коншаль), Дитмар Эрлер (67’ Бент Йенсен), Эберхард Хаун, Людвиг Брюндль, Бернд Герсдорфф Гамбург: Рудольф Каргус, Хайнц Бонн, Манфред Кальц, Петер Кроббах, Ханс-Юрген Рипп, Оле Бьёрнмосе, Петер Ноглы, Клаус Зачик, Хольгер Хальтенхоф (63’ Петер Хидин), Петер Любеке, Гюнтер Зельке (81’ Курт Айгль) |                            |         |           |                                                       |

| 11 октября 1972 | Арминия (Билефельд) | 0:3     | Боруссия (Мёнхенгладбах)           | Билефельд                                              |
| |                     | (отчёт) | Хайнкес 47′ 80′ (пен.) · Кулик 82′ | Стадион: Альм Зрителей: 8500 Судья: Клаус-Дитер Рёгнер |
| Арминия (Билефельд): Герд Зизе, Георг Дамьянофф, Юрген Гельсдорф, Георг Штюрц, Вольфганг Миттендорф, Дитер Брай, Дитхельм Хоффман, Герд Кнот, В. Майер, Норберт Леопольдзедер, Дитер Прис Боруссия (Мёнхенгладбах): Вольфганг Клефф, Хайнц Михаллик, Шмуэль Розенталь, Берти Фогтс, Райнер Бонхоф, Дитмар Даннер, Кристиан Кулик, Ульрих Зурау, Херберт Виммер, Юпп Хайнкес, Хеннинг Йенсен |                     |         |                                    |                                                        |

| 11 октября 1972 | Бавария (Хоф) | 1:1     | Шальке 04 | Хоф                                                  |
| | Шустер 6′     | (отчёт) | Хольц 51′ | Стадион: Грюне Ау Зрителей: 5000 Судья: Хорст Геваль |
| Бавария (Хоф): Райнхард Франц, Ульрих Пехтольд, Петер Ромпца, Зигфрид Зайферт, Хельмут Рёдель, Людвиг Шустер, Зигфрид Зибер, Зигфрид Штарк (46’ Хартмут Вернер), Вилли Мор (84’ Лотар Вольф), Йозеф Кайзер, Райнхард Липперт Шальке 04: Хельмут Пабст, Хартмут Хузе, Рольф Рюссман, Манфред Дубски, Пауль Хольц, Герберт Люткебомерт, Клаус Шер, Клаус Беферунген, Петер Эмке, Карл-Хайнц Фрай, Эрвин Кремерс (69’ Роланд Козин) |               |         |           |                                                      |

| 25 октября 1972 | Фортуна (Кёльн)          | 2:3     | Айнтрахт (Франкфурт)           | Кёльн                                                 |
| | Кухарски 80′ · Штрут 81′ | (отчёт) | Хофмайстер 7′ 16′ · Климан 23′ | Стадион: Зюдштадион Зрителей: 6000 Судья: Гюнтер Линн |
| Фортуна (Кёльн): Вольфганг Фариан, Петер Бёрс (29’ Гюнтер Шваба), Ханс-Гюнтер Нойес, Карл-Хайнц Штрут, Герд Циммерман, Рольф Бауэркемпер (34’ Вольфганг Тир), Ноэл Кэмпбелл, Вольфганг Глок, Гюнтер Олекнавичус, Хельмут Бергфельдер, Рольф Кухарски Айнтрахт (Франкфурт): Петер Кунтер, Уве Климан, Карл-Хайнц Кёрбель, Лотар Шемер, Юрген Кальб, Бернд Никкель, Юрген Грабовски, Йозеф Хофмайстер (61’ Бернд Хёльценбайн), Раймунд Краут, Томас Паритс, Роланд Вайдле |                          |         |                                |                                                       |

### Ответные матчи
| 18 октября 1972 | Гамбург                      | 2:0     | Айнтрахт (Брауншвейг) | Гамбург                                                      |
| | Зачик 34′ · Хёниг 53′ (пен.) | (отчёт) |                       | Стадион: Фолькспаркштадион Зрителей: 3000 Судья: Герберт Луц |
| Гамбург: Озджан Аркоч, Манфред Кальц, Петер Кроббах, Хельмут Зандман, Вилли Шульц, Франц-Йозеф Хёниг, Каспар Мемеринг, Петер Ноглы, Клаус Зачик, Петер Любеке (46’ Клаус Винклер), Георг Фолькерт Айнтрахт (Брауншвейг): Бернд Франке, Йоахим Безе, Вольфганг Гжиб, Фридхельм Хеберман, Ханс-Юрген Хелльфриц, Петер Как, Франц Меркхоффер, Дитмар Эрлер, Эберхард Хаун, Яро Деппе (53’ Людвиг Брюндль), Бернд Герсдорфф (77’ Клаус Гервин) |                              |         |                       |                                                              |

| 18 октября 1972 | Шальке 04                                            | 7:2     | Бавария (Хоф)  | Гельзенкирхен                                                  |
| | Шер 20′ 84′ · Эмке 31′ 33′ 43′ 75′ · Ахац 85′ (авт.) | (отчёт) | Шустер 23′ 60′ | Стадион: Глюкауф-Кампфбан Зрителей: 4000 Судья: Вернер Бургерс |
| Шальке 04: Норберт Нигбур, Клаус Фихтель, Хартмут Хузе (61’ Ханс-Йоахим Вагнер), Рольф Рюссман, Пауль Хольц, Герберт Люткебомерт, Клаус Шер, Нико Браун, Петер Эмке, Карл-Хайнц Фрай, Хельмут Маннс (46’ Манфред Дубски) Бавария (Хоф): Райнхард Франц, Хельмут Ахац, Ульрих Пехтольд, Петер Ромпца, Зигфрид Зайферт (46’ Лотар Вольф), Людвиг Шустер, Зигфрид Штарк, Альфред Рёдер (58’ Хельмут Рёдель), Райнхард Липперт, Хартмут Вернер, Йозеф Кайзер |                                                      |         |                |                                                                |

| 8 ноября 1972 | Айнтрахт (Франкфурт)                     | 3:3     | Фортуна (Кёльн)                               | Франкфурт-на-Майне                                      |
| | Климан 13′ · Никкель 21′ · Грабовски 53′ | (отчёт) | Олекнавичус 24′ · Штрут 72′ · Глок 90′ (пен.) | Стадион: Вальдштадион Зрителей: 1500 Судья: Гюнтер Линн |
| Айнтрахт (Франкфурт): Петер Кунтер, Уве Климан, Юрген Кальб, Бернд Никкель, Томас Рорбах (46’ Петер Райхель), Юрген Грабовски, Хорст Хезе, Йозеф Хофмайстер, Бернд Хёльценбайн, Томас Паритс (46’ Раймунд Краут), Роланд Вайдле Фортуна (Кёльн): Вольфганг Фариан, Петер Бёрс, Ханс-Гюнтер Нойес, Карл-Хайнц Штрут, Герд Циммерман, Рольф Бауэркемпер, Вольфганг Глок, Гюнтер Олекнавичус (54’ Манфред Крайс), Хельмут Бергфельдер, Карл-Хайнц Мёдрат, Фридхельм Оттерс (46’ Ноэл Кэмпбелл) |                                          |         |                                               |                                                         |

| 16 января 1973 | Боруссия (Мёнхенгладбах)                                                                 | 9:3     | Арминия (Билефельд)       | Мёнхенгладбах                                                |
| | Нетцер 4′ 43′ 53′ (пен.) 85′ · Рупп 26′ 72′ · Кулик 69′ · Хайнкес 77′ (пен.) · Фогтс 88′ | (отчёт) | Куррат 60′ 66′ · Прис 90′ | Стадион: Бёкельбергштадион Зрителей: 3000 Судья: Норберт Риб |
| Боруссия (Мёнхенгладбах): Бернд Шраге, Берти Фогтс, Ханс-Юрген Витткамп, Хайнц Михаллик, Райнер Бонхоф (46’ Ханс Клинкхаммер), Кристиан Кулик, Гюнтер Нетцер, Ульрих Зурау, Адальберт Фурман, Юпп Хайнкес, Бернд Рупп Арминия (Билефельд): Герд Зизе, Юрген Гельсдорф, Георг Штюрц, Хайнц Бонн, Герд Касперски, Вольфганг Миттендорф (46’ Дитер Прис), Ханс-Юрген Влока, Ханс-Юрген Куррат, Норберт Леопольдзедер, Бернд Вемайер, Петер Влока |                                                                                          |         |                           |                                                              |

## Полуфиналы
| Команда 1                | Итог | Команда 2            | 1-й матч | 2-й матч |
| ------------------------ | ---- | -------------------- | -------- | -------- |
| Шальке 04                | 2:4  | Гамбург              | 1:0      | 1:4      |
| Боруссия (Мёнхенгладбах) | 3:2  | Айнтрахт (Франкфурт) | 3:1      | 0:1      |

### Первые матчи
| 6 января 1973 | Шальке 04 | 1:0     | Гамбург | Гельзенкирхен                                                  |
| | Браун 49′ | (отчёт) |         | Стадион: Глюкауф-Кампфбан Зрителей: 7000 Судья: Фолькер Хустер |
| Шальке 04: Норберт Нигбур, Юрген Кляйн, Рольф Рюссман, Ульрих ван ден Берг, Райнер Будде, Манфред Дубски, Пауль Хольц, Клаус Шер, Нико Браун, Петер Эмке, Эрвин Кремерс Гамбург: Озджан Аркоч, Манфред Кальц, Вилли Шульц, Франц-Йозеф Хёниг, Каспар Мемеринг, Петер Ноглы, Клаус Зачик, Хорст Хезе, Вальтер Краузе, Петер Любеке, Клаус Винклер |           |         |         |                                                                |

| 3 апреля 1973 | Боруссия (Мёнхенгладбах)              | 3:1     | Айнтрахт (Франкфурт) | Мёнхенгладбах                                                |
| | Хайнкес 36′ · Даннер 40′ · Виммер 47′ | (отчёт) | Хёльценбайн 60′      | Стадион: Бёкельбергштадион Зрителей: 7000 Судья: Ян Редельфс |
| Боруссия (Мёнхенгладбах): Вольфганг Клефф, Клаус-Дитер Зилофф, Берти Фогтс, Райнер Бонхоф, Дитмар Даннер, Гюнтер Нетцер (71’ Кристиан Кулик), Ульрих Зурау, Херберт Виммер, Юпп Хайнкес, Хеннинг Йенсен (71’ Бернд Рупп), Аллан Симонсен Айнтрахт (Франкфурт): Петер Кунтер, Уве Климан, Петер Райхель, Герт Тринкляйн, Юрген Кальб (57’ Вольфганг Краус), Бернд Никкель, Томас Рорбах, Юрген Грабовски, Бернд Хёльценбайн, Томас Паритс, Роланд Вайдле |                                       |         |                      |                                                              |

### Ответные матчи
| 13 января 1973 | Гамбург                                  | 4:1 (доп. вр.) | Шальке 04 | Гамбург                                                      |
| | Ноглы 66′ · Винклер 81′ 107′ · Хезе 119′ | (отчёт)        | Браун 26′ | Стадион: Фолькспаркштадион Зрителей: 8660 Судья: Герт Мойзер |
| Гамбург: Озджан Аркоч, Петер Хидин, Манфред Кальц, Вилли Шульц, Франц-Йозеф Хёниг, Каспар Мемеринг, Петер Ноглы, Клаус Зачик, Хорст Хезе, Георг Фолькерт (91’ Вальтер Краузе), Клаус Винклер Шальке 04: Норберт Нигбур, Хартмут Хузе, Юрген Кляйн, Рольф Рюссман, Ульрих ван ден Берг (58’ Хельмут Маннс), Райнер Будде, Манфред Дубски (71’ Петер Эмке), Герберт Люткебомерт, Клаус Шер, Нико Браун, Эрвин Кремерс |                                          |                |           |                                                              |

| 21 апреля 1973 | Айнтрахт (Франкфурт) | 1:0     | Боруссия (Мёнхенгладбах) | Франкфурт-на-Майне                                              |
| | Грабовски 35′ (пен.) | (отчёт) |                          | Стадион: Вальдштадион Зрителей: 12 000 Судья: Вольфганг Диттмер |
| Айнтрахт (Франкфурт): Гюнтер Винхольд, Уве Климан, Петер Райхель, Герт Тринкляйн, Карл-Хайнц Вирт, Юрген Кальб, Бернд Никкель, Юрген Грабовски, Бернд Хёльценбайн, Томас Паритс (78’ Вольфганг Краус), Роланд Вайдле (82’ Раймунд Краут) Боруссия (Мёнхенгладбах): Вольфганг Клефф, Хайнц Михаллик, Клаус-Дитер Зилофф, Берти Фогтс, Райнер Бонхоф, Дитмар Даннер, Кристиан Кулик, Гюнтер Нетцер, Юпп Хайнкес, Бернд Рупп, Аллан Симонсен |                      |         |                          |                                                                 |

## Финал
| Гамбург                                          | 4:0     | Боруссия (Мёнхенгладбах) |
| ------------------------------------------------ | ------- | ------------------------ |
| Мемеринг 15′ · Ноглы 19′ · Хёниг 37′ · Хидин 83′ | (отчёт) |                          |

| Гамбург | Боруссия (Мёнхенгладбах) |

|                 |   |                   |     |
|                 |   |                   |     |
| Вр              | 1 | Рудольф Каргус    |     |
| Защ             | ? | Манфред Кальц     |     |
| Защ             | ? | Петер Ноглы       |     |
| Защ             | ? | Вилли Шульц       |     |
| Защ             | ? | Петер Хидин       | 85' |
| ПЗ              | ? | Клаус Зачик       |     |
| ПЗ              | ? | Оле Бьёрнмосе     |     |
| ПЗ              | ? | Франц-Йозеф Хёниг |     |
| Нап             | ? | Каспар Мемеринг   | 81' |
| Нап             | ? | Хорст Хезе        |     |
| Нап             | ? | Георг Фолькерт    |     |
| Запасные:       |   |                   |     |
| ПЗ              | ? | Клаус Винклер     | 81' |
| Защ             | ? | Петер Кроббах     | 85' |
| Главный тренер: |   |                   |     |
| Клаус-Дитер Окс |   |                   |     |

|                   |   |                    |     |
|                   |   |                    |     |
| Вр                | 1 | Вольфганг Клефф    |     |
| Защ               | ? | Ули Штилике        |     |
| Защ               | ? | Райнер Бонхоф      |     |
| Защ               | ? | Клаус-Дитер Зилофф |     |
| Защ               | ? | Берти Фогтс        |     |
| ПЗ                | ? | Дитмар Даннер      |     |
| ПЗ                | ? | Кристиан Кулик     |     |
| ПЗ                | ? | Гюнтер Нетцер      |     |
| Нап               | ? | Хеннинг Йенсен     | 63' |
| Нап               | ? | Бернд Рупп         |     |
| Нап               | ? | Юпп Хайнкес        |     |
| Запасные:         |   |                    |     |
| Нап               | ? | Аллан Симонсен     | 63' |
| Главный тренер:   |   |                    |     |
| Хеннес Вайсвайлер |   |                    |     |

## Лучшие бомбардиры
Данные неполны из-за отсутствия сведений об авторах некоторых голов.
| №  | Игрок             | Команда                  | Голы |
| -- | ----------------- | ------------------------ | ---- |
| 1  | Герд Мюллер       | Бавария (Мюнхен)         | 12   |
| 2  | Клаус Винклер     | Гамбург                  | 7    |
| =  | Юрген Грабовски   | Айнтрахт (Франкфурт)     | 7    |
| =  | Юпп Капелльман    | Кёльн                    | 7    |
| =  | Людвиг Шустер     | Бавария (Хоф)            | 7    |
| 6  | Георг Дамьянофф   | Арминия (Билефельд)      | 6    |
| =  | Гюнтер Нетцер     | Боруссия (Мёнхенгладбах) | 6    |
| =  | Бернд Рупп        | Боруссия (Мёнхенгладбах) | 6    |
| 9  | Хартмут Вернер    | Бавария (Хоф)            | 5    |
| =  | Клаус Зачик       | Гамбург                  | 5    |
| =  | Юрген Папис       | Боруссия (Нойнкирхен)    | 5    |
| =  | Рольф Рюссман     | Шальке 04                | 5    |
| =  | Вольфганг Франк   | Штутгарт                 | 5    |
| =  | Юпп Хайнкес       | Боруссия (Мёнхенгладбах) | 5    |
| =  | Дитер Херцог      | Фортуна (Дюссельдорф)    | 5    |
| =  | Лоренц Хорр       | Герта (Берлин)           | 5    |
| =  | Идриз Хошич       | Кайзерслаутерн           | 5    |
| 18 | Вернер Бальте     | Бохум                    | 4    |
| =  | Нико Браун        | Шальке 04                | 4    |
| =  | Рональд Ворм      | Дуйсбург                 | 4    |
| =  | Фердинанд Келлер  | Мюнхен 1860              | 4    |
| =  | Уве Климан        | Айнтрахт (Франкфурт)     | 4    |
| =  | Вальтер Краузе    | Гамбург                  | 4    |
| =  | Герберт Лаумен    | Вердер                   | 4    |
| =  | Райнхардт Линднер | Ваккер 04                | 4    |
| =  | Карл-Хайнц Мроско | Ганновер 96              | 4+   |
| =  | Петер Ноглы       | Гамбург                  | 4    |
| =  | Петер Эмке        | Шальке 04                | 4    |